# Église Saint-Trojan de Rétaud
L'église Saint-Trojan est une église de style roman saintongeais située à Rétaud, dans le département français de la Charente-Maritime en région Nouvelle-Aquitaine.

## Historique
L'église paroissiale de Rétaud, dédiée a Saint Trojan, le cinquième évêque de Saintes, a été construite vers le milieu du XIIe siècle (de 1140 à 1150)  par le chapitre de Saint-Eutrope de Saintes. Elle est constituée d'une nef de trois travées jadis voûtée en berceau, d'une quatrième travée (totalement reprise au XVe siècle) au-dessus de laquelle s'élève un clocher octogonal, et enfin d'un chœur se terminant par une abside en hémicycle, voûtée en cul-de-four. L'abside est éclairée par cinq fenêtres inscrites dans des arcades en plein cintre. 
L'église de Saint-Trojan a subi des assauts au cours des guerres de Religion. Son clocher a été mis en état de défense et quelques fenêtres, partiellement bouchées, montrent encore les meurtrières.

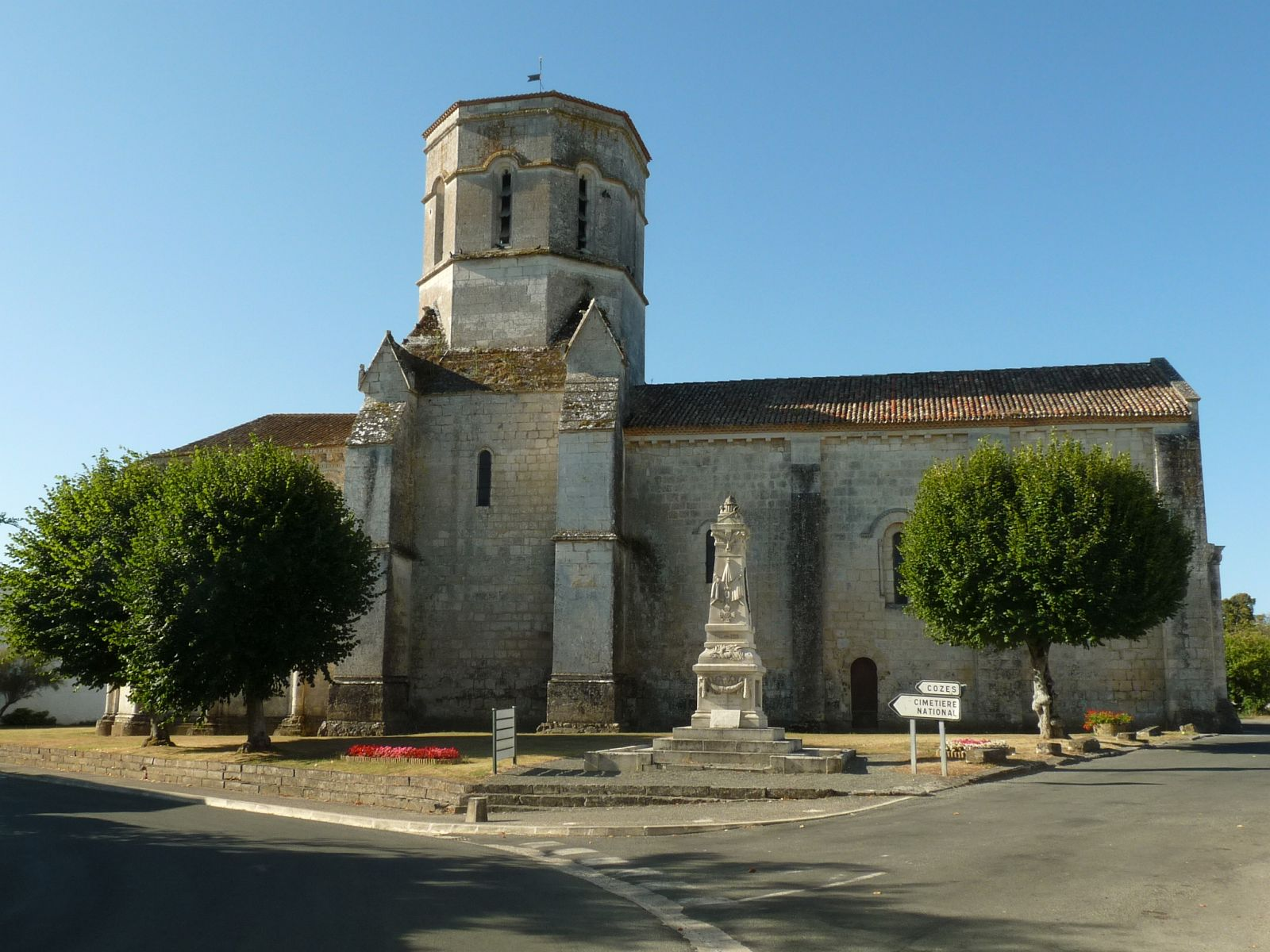
Façade nord.
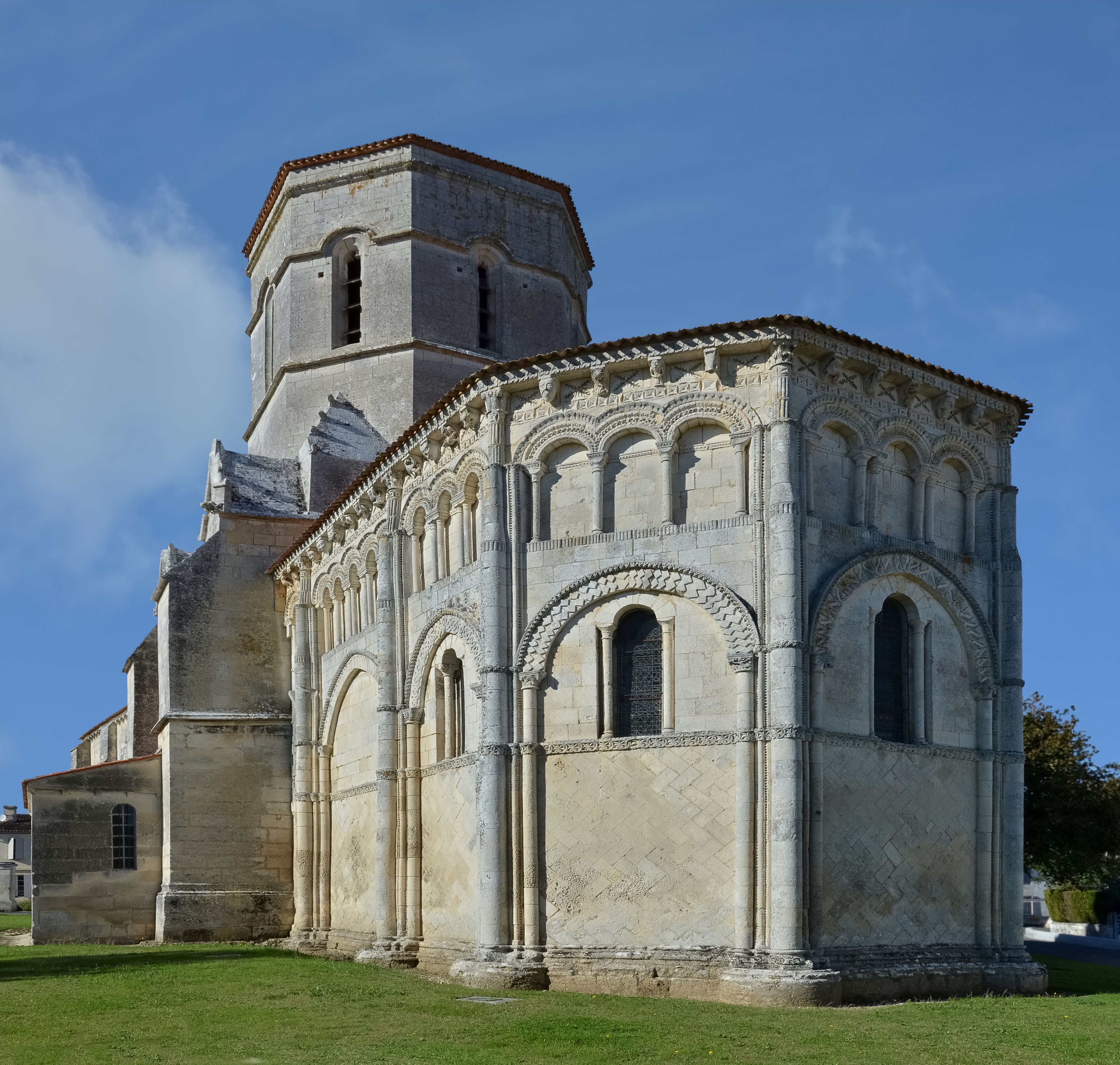
Façades sud-est.
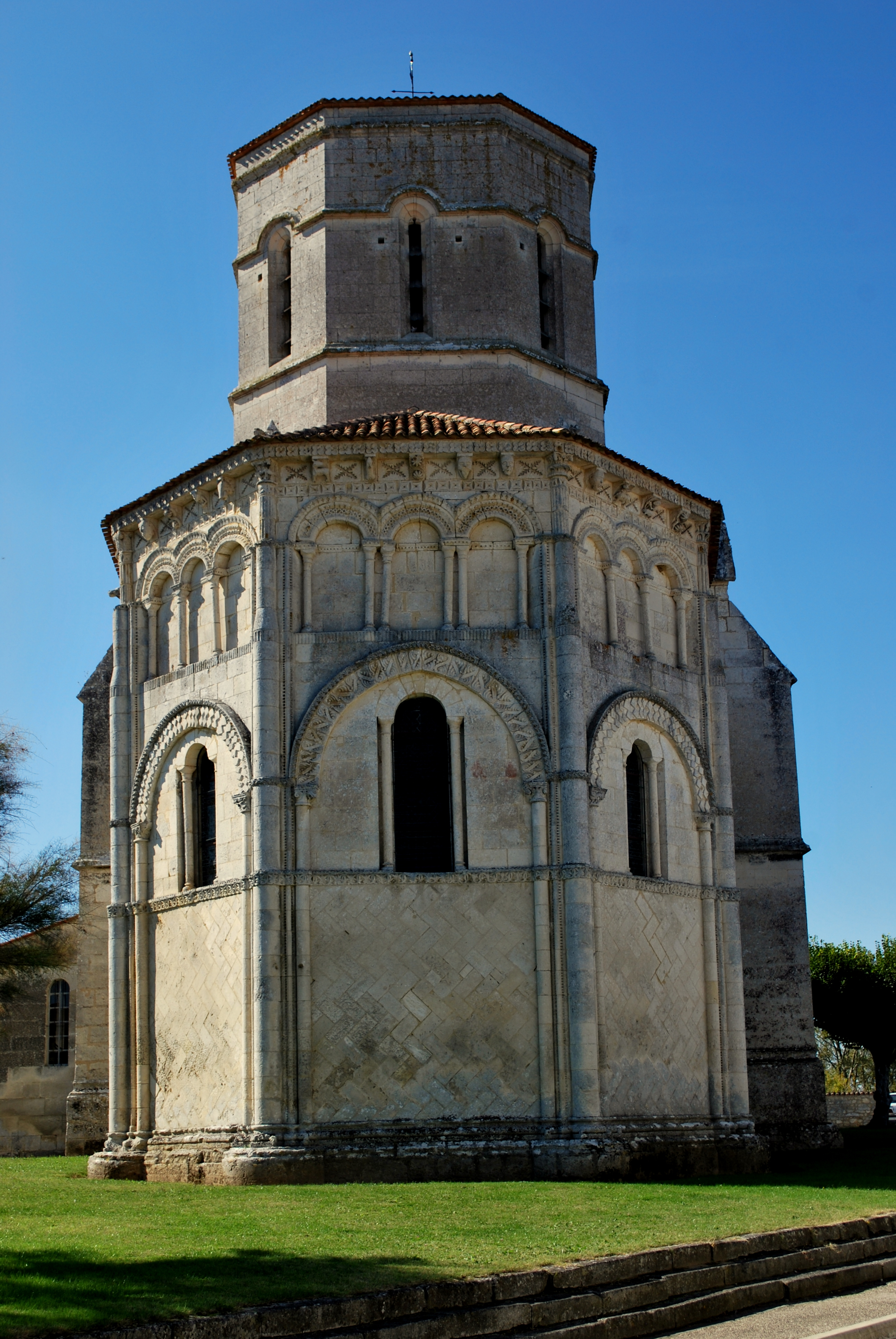
Façade est.
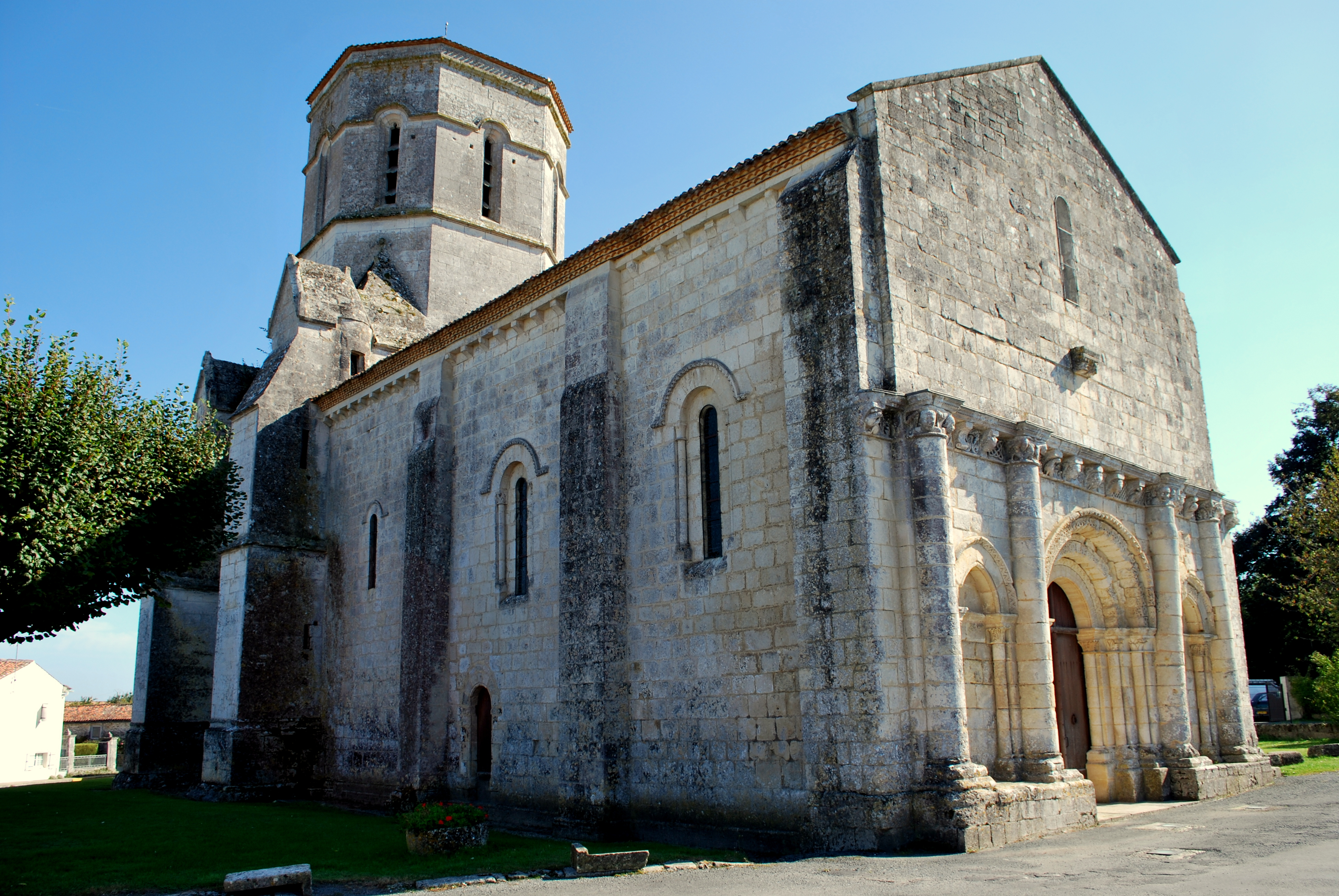
Façades nord-ouest.
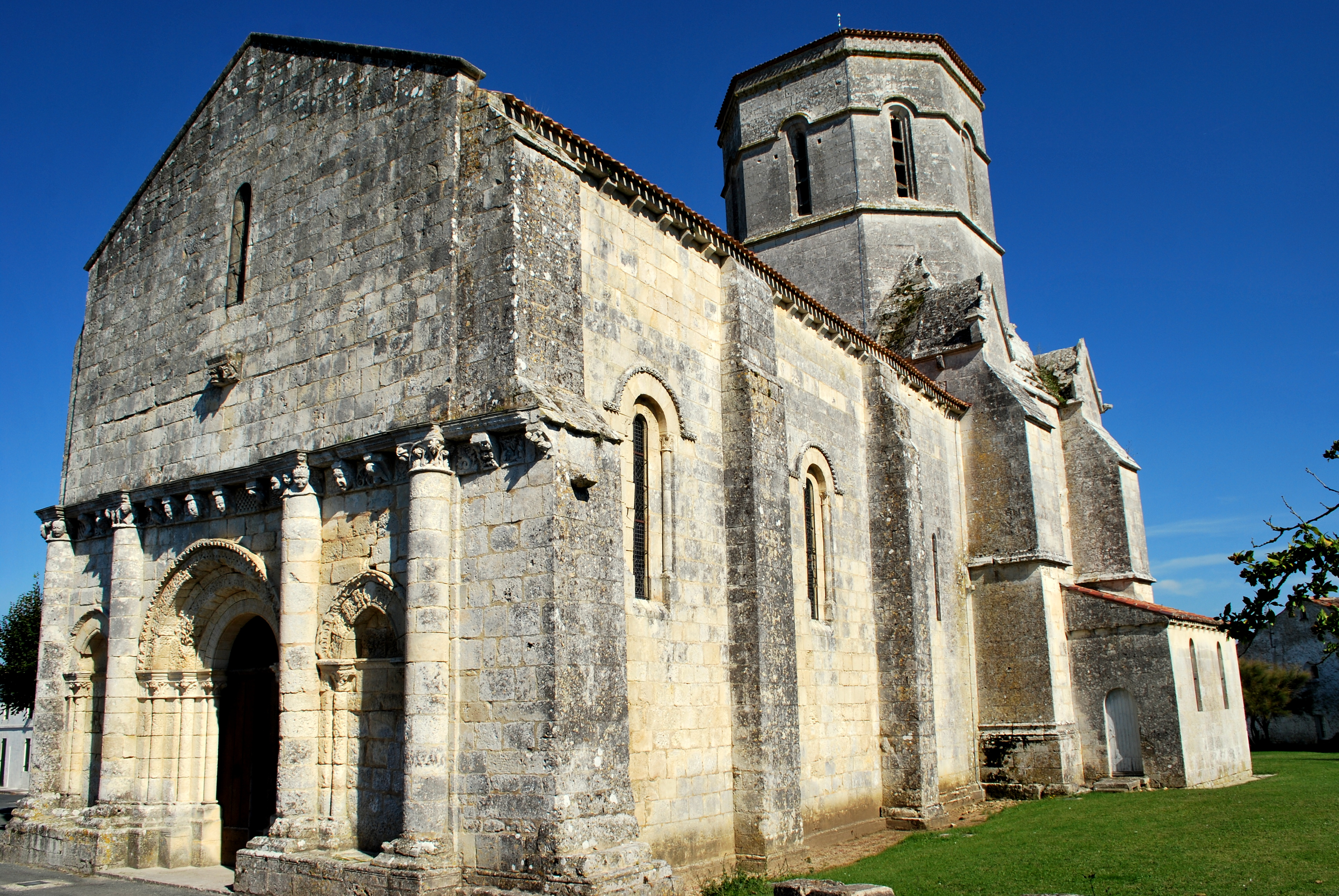
Façades sud-ouest.

Elle fait l'objet d'un classement au titre des monuments historiques depuis 1862.

## La décoration de l'église
L'intérieur de l'église est très sobre ; la sculpture romane est concentrée dans le chœur et l'abside. 

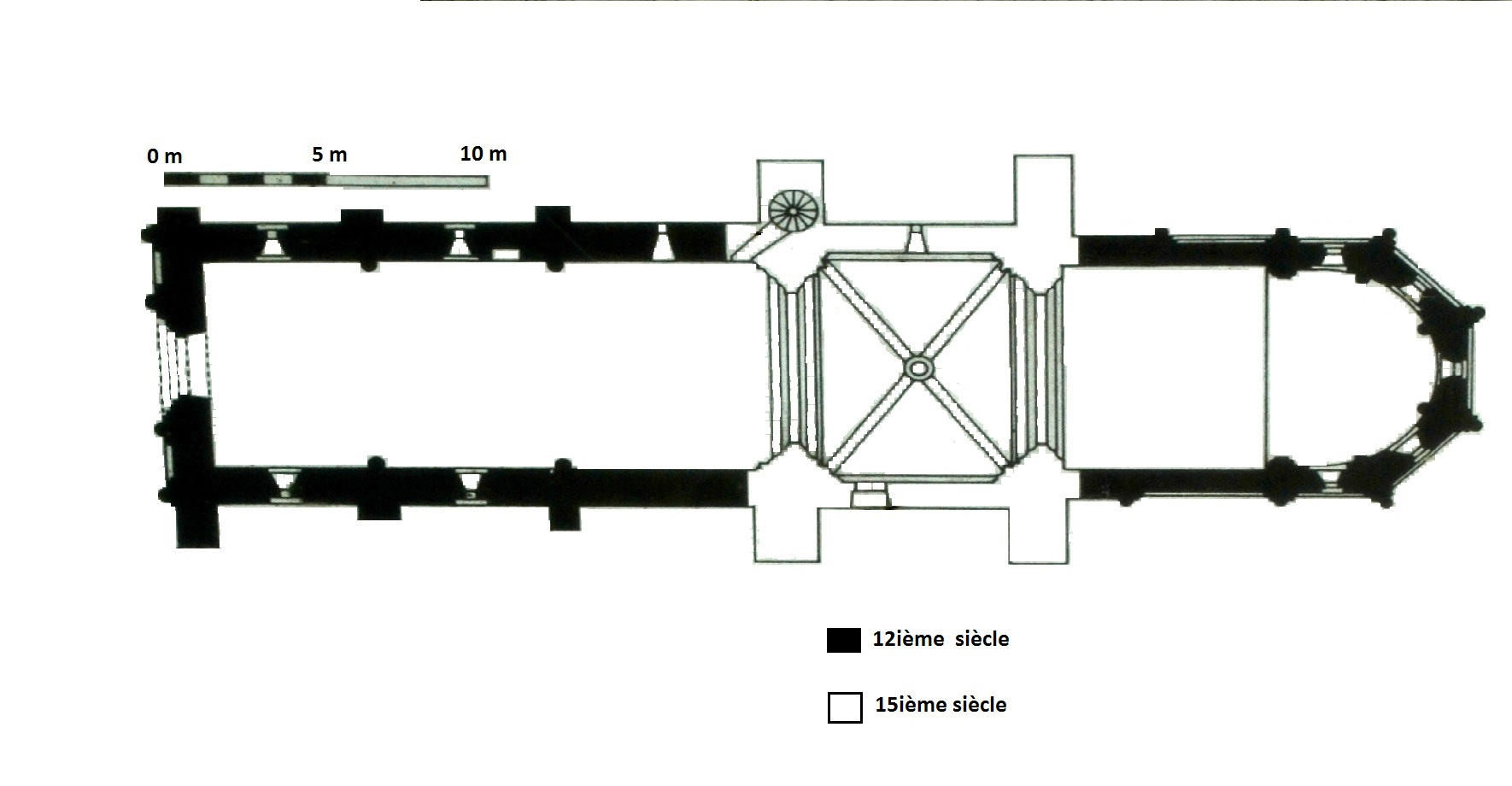
Plan de l'église.

La nef a trois travées. À l'origine, elle était voûtée, mais à une date indéterminée, la voûte a été remplacée par une simple charpente. Les travées sont séparées par de fortes demi-colonnes terminées par des chapiteaux nus. Six fenêtres en plein-cintre, très étroites sur l'extérieur, percent les murs et sont ornées de colonnettes aux angles. Entre ces fenêtres, des armoiries autrefois peintes sur la pierre ont été grattées à la Révolution, mais quelques couleurs subsistent. Dans la nef, un banc de pierre court le long du mur. 
Les quatre piliers de la quatrième travée supportent le clocher. Ces piliers sont reliés par de grands arcs ogivaux à grosses moulures prismatiques. Une voûte ogivale à huit voûtains réunit ces arcs autour d'un trou à cloches formant la clé de voûte.
Deux fenêtres semblables à celles de la nef éclairent cette partie de l'édifice. Le chœur, sans éclairage, est aussi sans ornementation, sauf deux bandeaux sculptés qui courent tout autour du sanctuaire et le traversent, l'un à hauteur des tailloirs des chapiteaux, l'autre à 2,5 m environ du sol.
Des traces de litres funéraires, datant du XVIIe ou XVIIIe siècle, font le tour de la nef et du chevet. On peut encore y distinguer des écussons des familles de Guillard (1783) et de Brétinauld de Saint-Seurin.

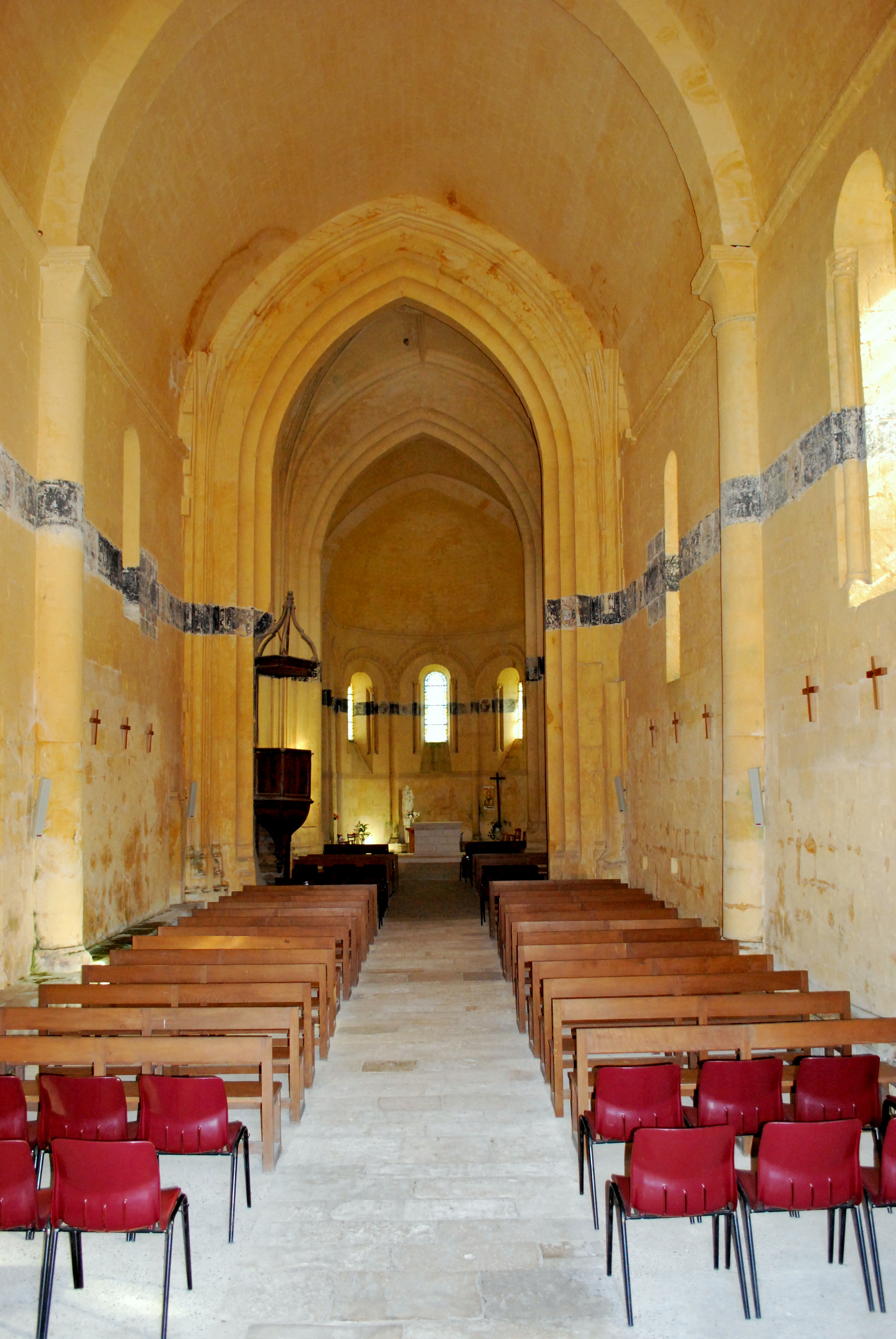
La nef vers l'est.
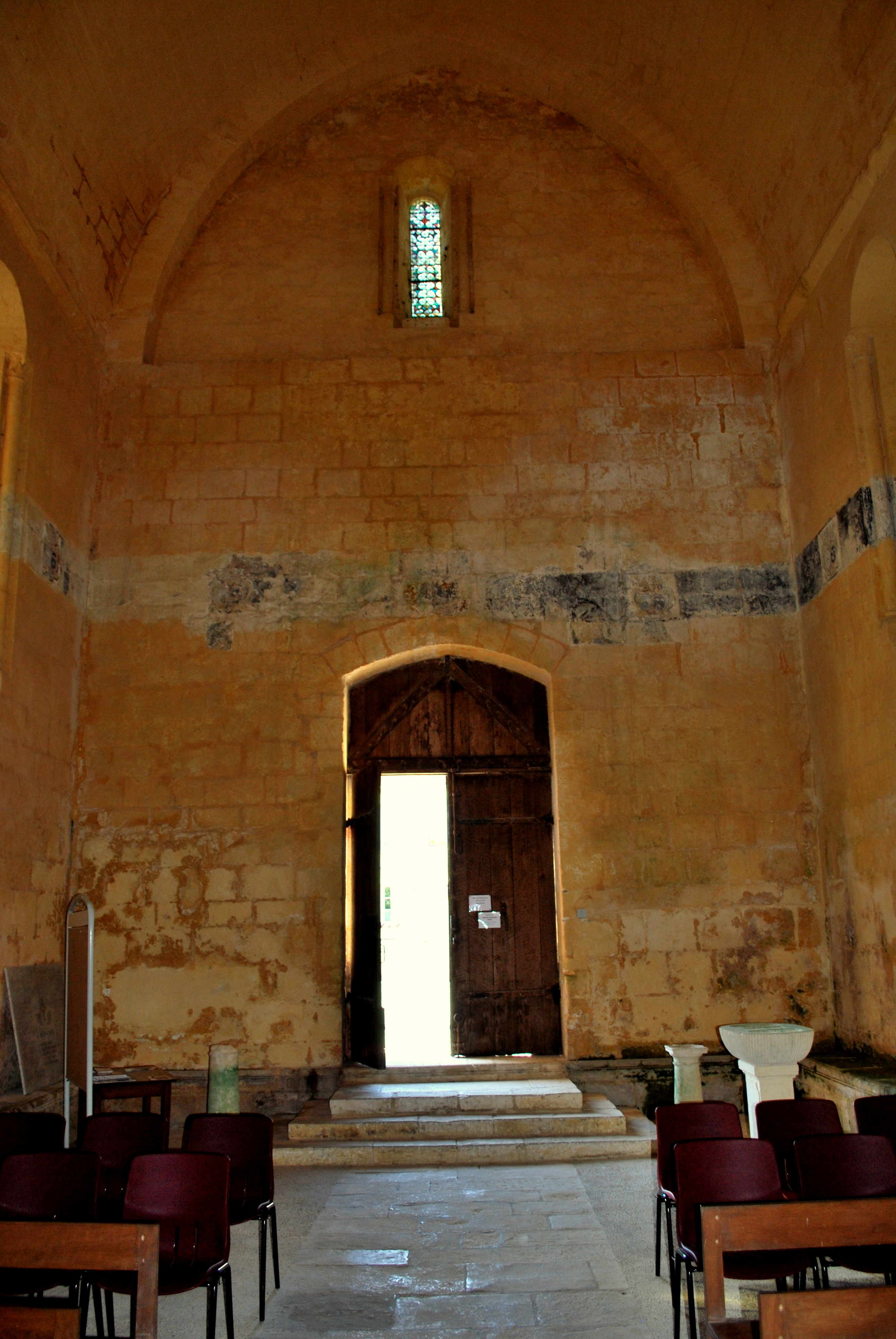
La nef vers l'ouest.
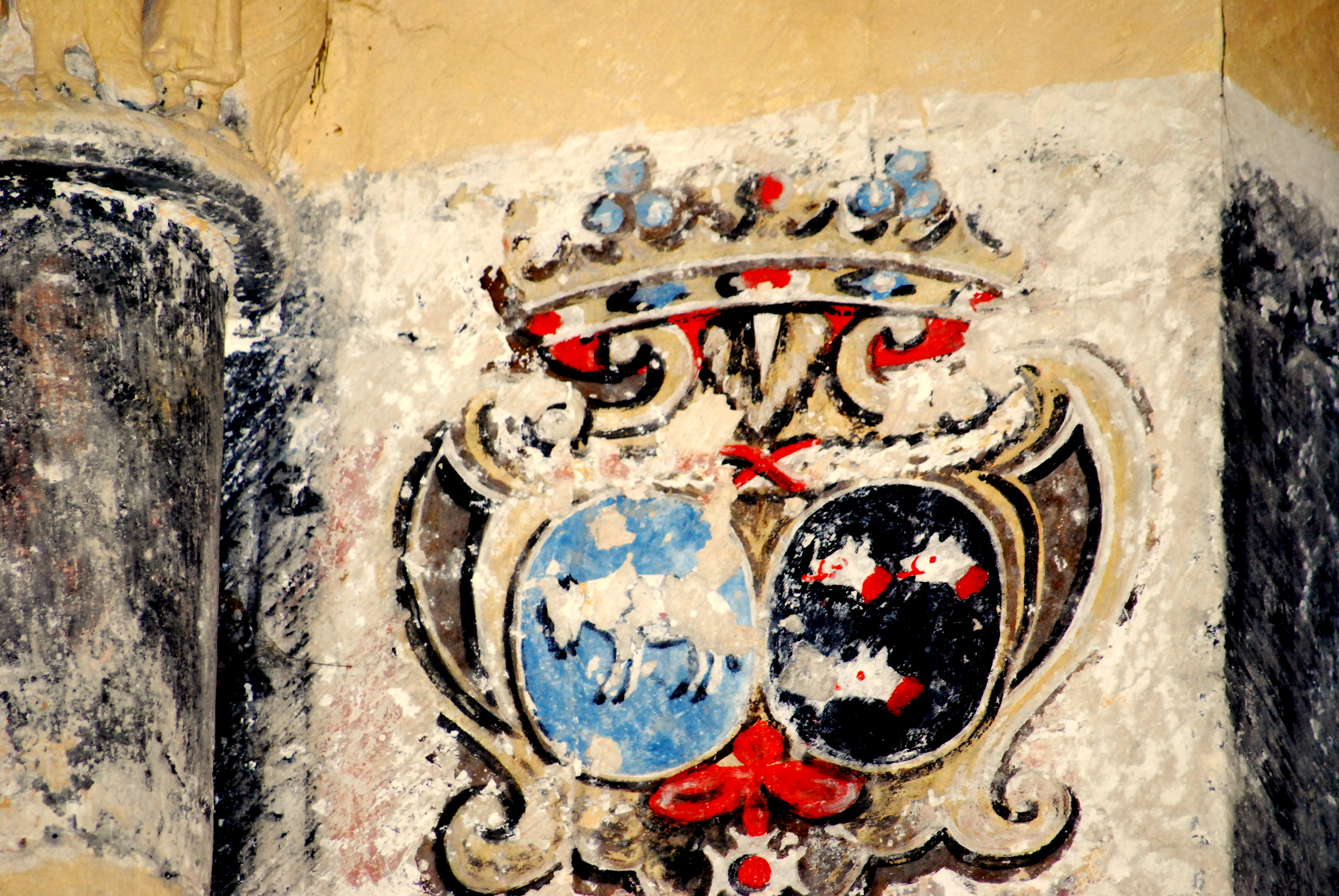
L'écusson de la litre.

### Les sculptures du sanctuaire

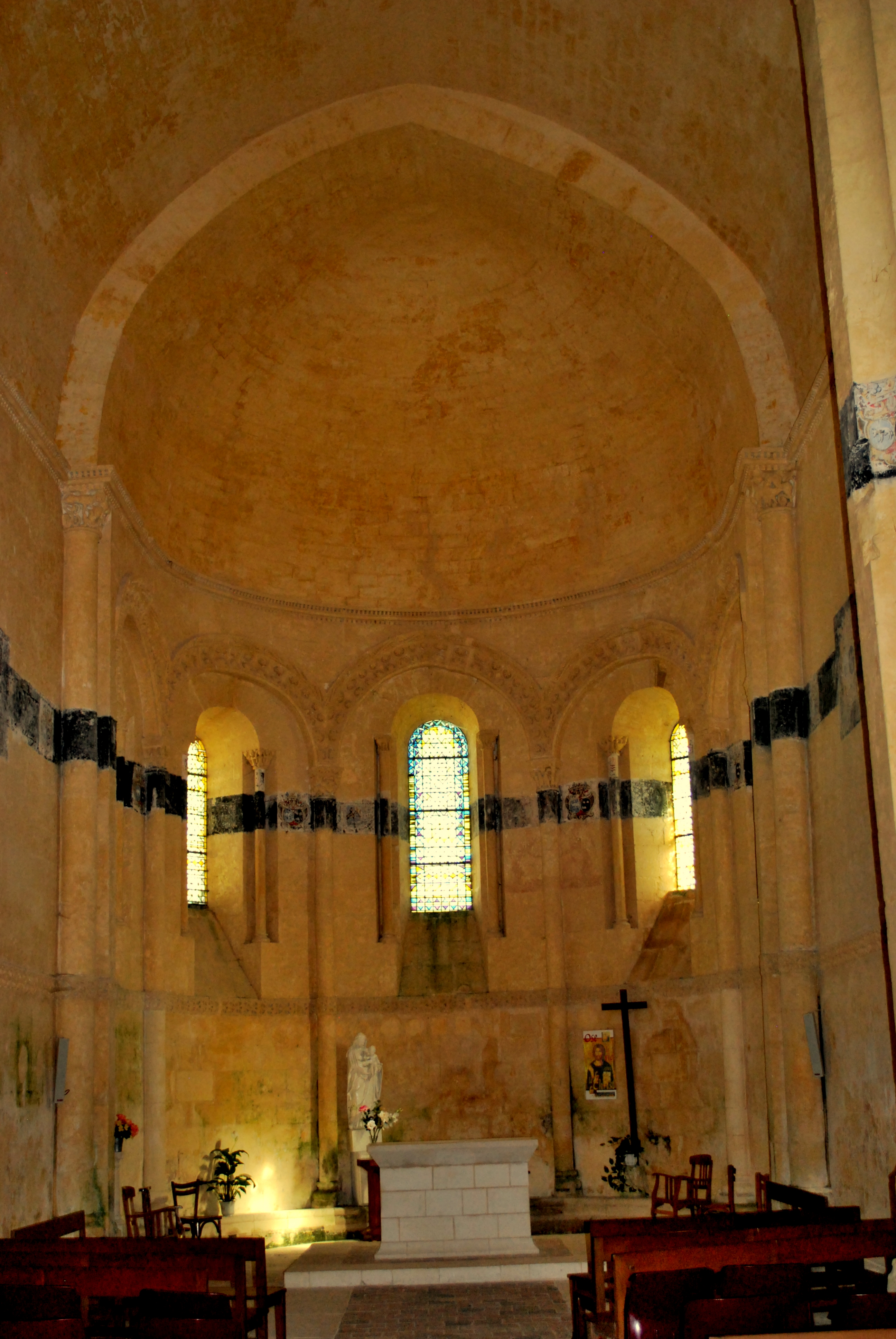
Le sanctuaire.

Les deux colonnes de l'arc triomphal portent chacune un chapiteau bifacial historié. L'abside, voûtée en cul-de-four, est éclairée par cinq fenêtrages en plein-cintre. Chaque fenêtre est cantonnée par des colonnettes à chapiteaux sculptés. Les fenêtres sont surmontées par une arcature dont les colonnes, qui montent du sol, sont terminées par des chapiteaux bien exécutés. 

#### Arc triomphal
Au nord, sur l'angle de la corbeille, un homme est assis. Il porte une tunique, ses cheveux sont bouclés et, avec chacune de ses mains, il a saisi la jambe d'un lion bicorporé qui le domine. La tête du lion est sur l'angle et les deux corps s'étendent sur les deux faces de la corbeille. 
Au sud, l'homme est debout, les pieds sur l'astragale. Dans chaque main, il tient le cou d'un lion. Les deux lions sont affrontés, la tête détournée en arrière et leurs queues sont rentrées et fleurdelisées.

#### Abside
Les chapiteaux historiés se trouvent sur le chapiteau oriental de la fenêtre nord-est et le chapiteau de l'arcature nord de la baie axiale. La baie sud-est est ornée des deux chapiteaux de la fenêtre et du chapiteau occidental de l'arcature ; pour la baie sud, c'est le chapiteau occidental de la fenêtre et de l'arcature. Les neuf autres chapiteaux de l'abside portent tous un décor végétal.
Baie nord-est
La sculpture de la corbeille est symétrique. Sur l'angle, un homme debout porte une tunique courte. Il tient dans chaque main une épaisse tresse de sa chevelure. À ses côtés, deux hommes, habillés comme lui, tiennent aussi une des tresses. Derrière eux, il y a un quatrième et un cinquième homme qui tient également les cheveux de celui qui le précède.
Baie axiale, arcature nord
Sur chaque angle de la corbeille, un masque maléfique d'un félin et, sur la face principale, deux animaux d'une espèce indéterminée, à longue queue, qui s'enlacent mutuellement. Ces animaux semblent mettre leur museau dans la bouche du félin.
Baie sud-est
Les chapiteaux de la fenêtre sont sculptés avec un lion bicorporé à l'est et deux lions adossés à l'ouest. La sculpture du chapiteau de l'arcature occidentale est symétrique. Au centre de la face principale, un masque de démon. Sous le masque, deux énormes volatiles sont dos-à-dos. Sur chaque angle de la corbeille, un homme debout, habillé d'une tunique longue, a saisi le cou de l'oiseau qui lui picore l'oreille. Sur chacune des petites faces se trouve un autre oiseau, avec son cou saisi par l'autre main de l'homme.
Baie sud
Sur l'angle du chapiteau occidental de la fenêtre est sculptée une tête de démon qui porte un collier assez élaboré. On trouve exactement la même sculpture sur les chapiteaux du transept de l'église Notre-Dame de Corme-Écluse où, malheureusement, on les a vandalisés. Sur l'arcature occidentale, on voit un masque humain. Le personnage tient entre ses dents un objet sphérique. Ses cheveux forment d'épaisses tresses qui tombent symétriquement de chaque côté de sa tête. Ces tresses sont semblables à celles de la sculpture de la baie nord-est.

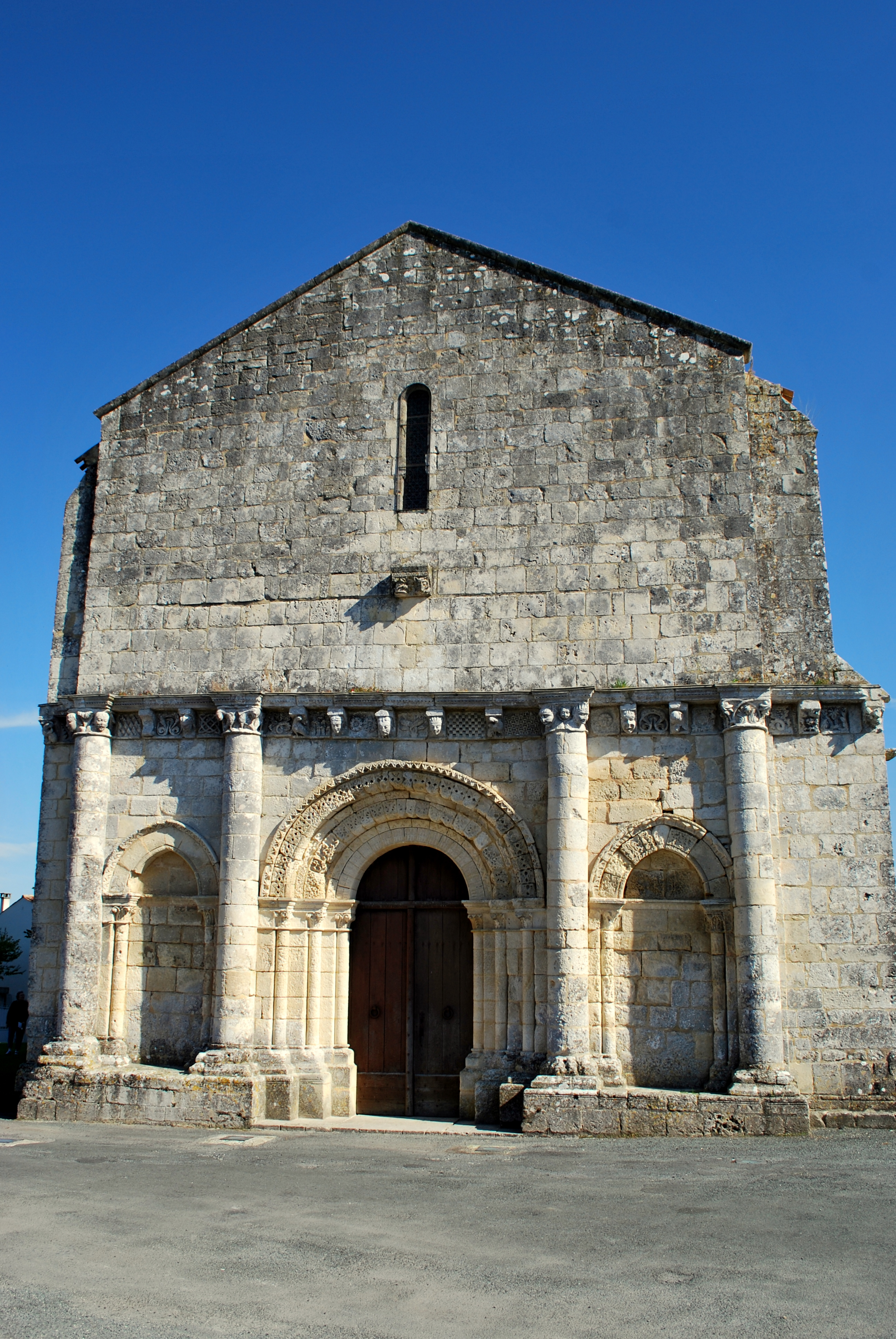
Façade ouest.

### La façade occidentale
La façade est romane, mais des plus simples. Elle ne comprend que deux courts étages dont le supérieur est un mur nu terminé en pignon et percé par une seule petite ouverture cintrée.
Le rez-de-chaussée est occupé par un portail en plein-cintre à trois voussures peu ornées encadrant un tympan grossièrement maçonné. De chaque côté, deux petites baies aveugles en tiers-point sont flanquées chacune de deux fortes colonnes à chapiteaux, tandis que leurs bases reposent sur une banquette. Ces colonnes supportent une corniche à modillons. L'espace entre les modillons est finement décoré avec des métopes aux motifs de feuillages, figures géométriques et d'entrelacs. 

#### Les modillons et les chapiteaux de la corniche
La série modillonnaire de la façade ouest n'est pas typique des églises romanes du Sud-Ouest. Habituellement, on trouve des représentations de mises en garde contre les dangers des péchés capitaux, en particulier de la Luxure. Ici, parmi les douze modillons, on trouve un monstre ailé (No 1), un oiseau (No 3) et un lion à queue rentrée/redressée et fleurdelisée (No 5). Sur les autres modillons, il y a soit des têtes humaines, paisibles et sereines, soit un décor végétal. Les métopes entre les modillons sont soit géométriques, soit végétales. Les modillons à « têtes paisibles » se trouvent également sur la corniche de l'abside ici et sur l'abside de l'église Notre-Dame de Rioux. Kenaan-Kedar et Debiès, dans une étude des manifestations de la culture laïque parmi les modillons et Kenaan-Kedar, dans une étude d'une quarantaine d'églises romanes de Saintonge et Poitou, attribuent ces modillons comme des représentations des sculpteurs eux-mêmes.

Les modillons de la corniche
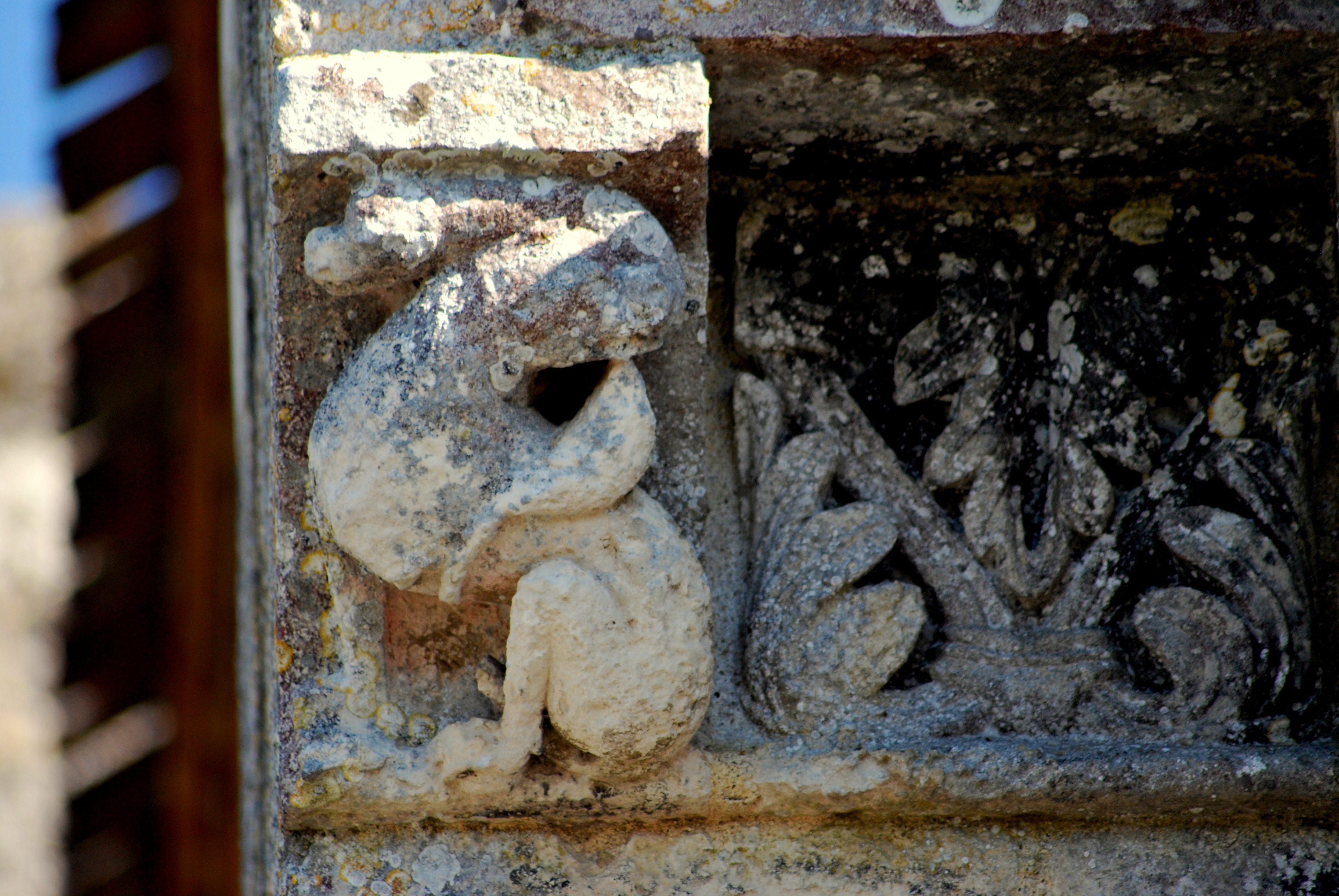
N° 1.
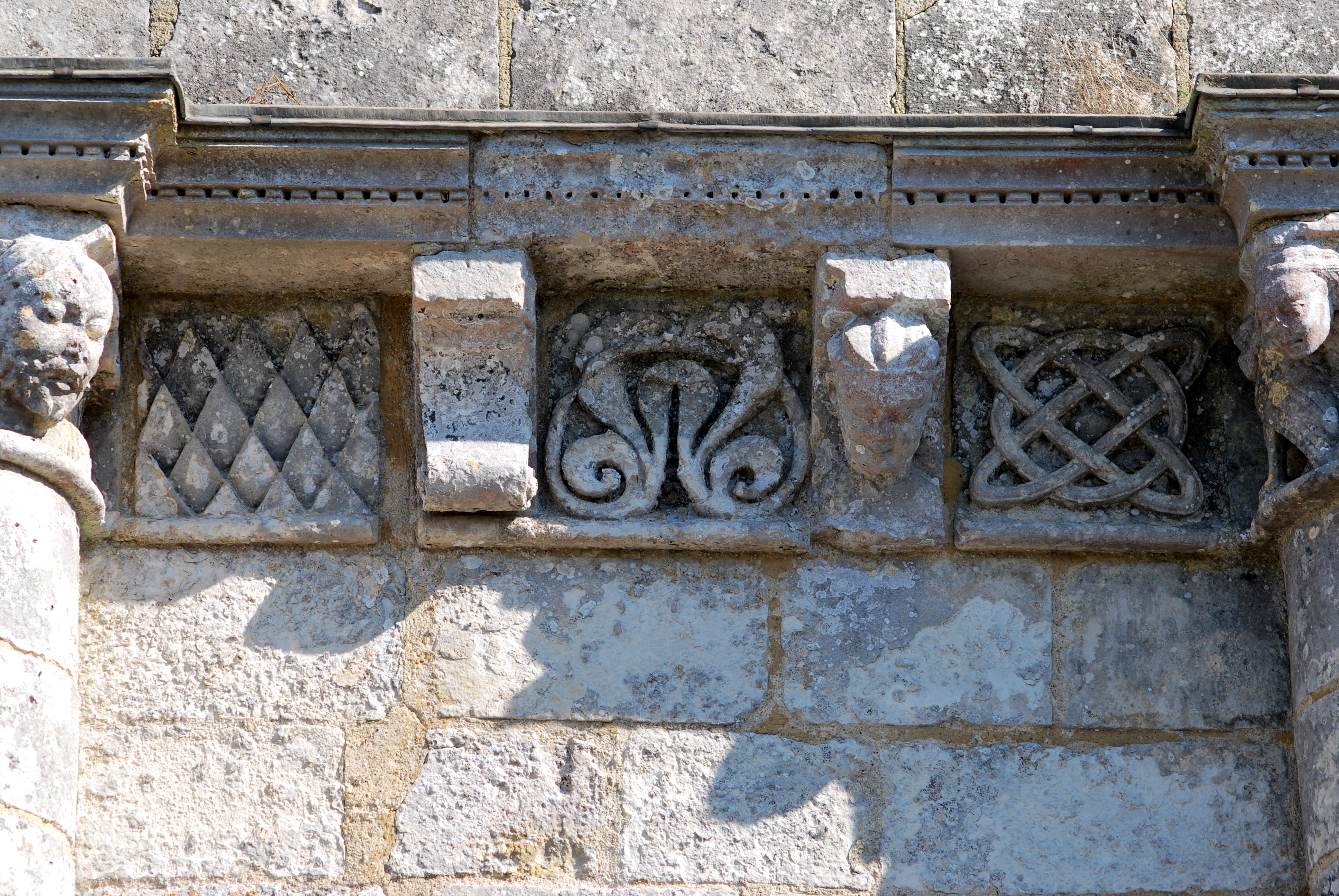
N° 2.
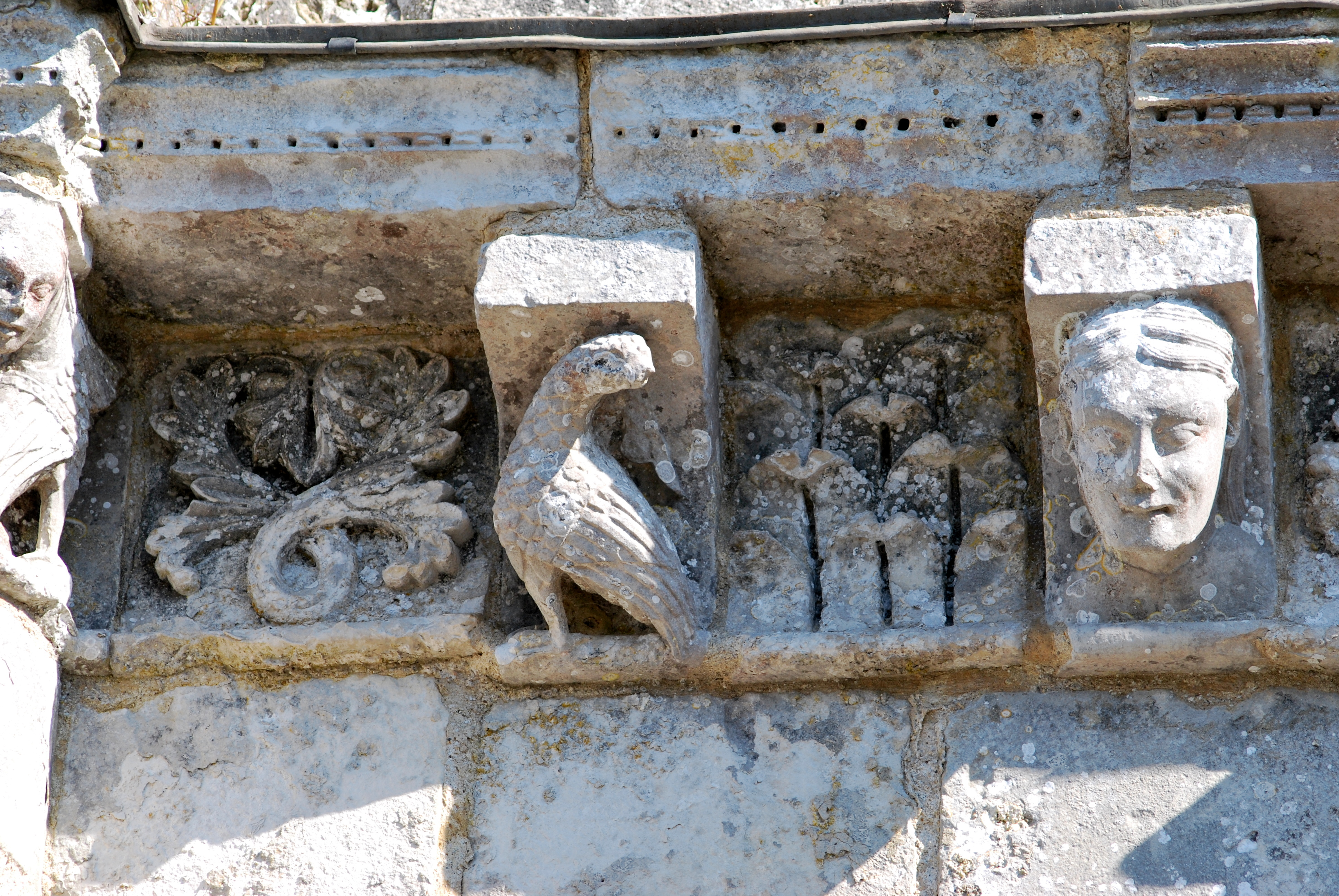
N° 3.
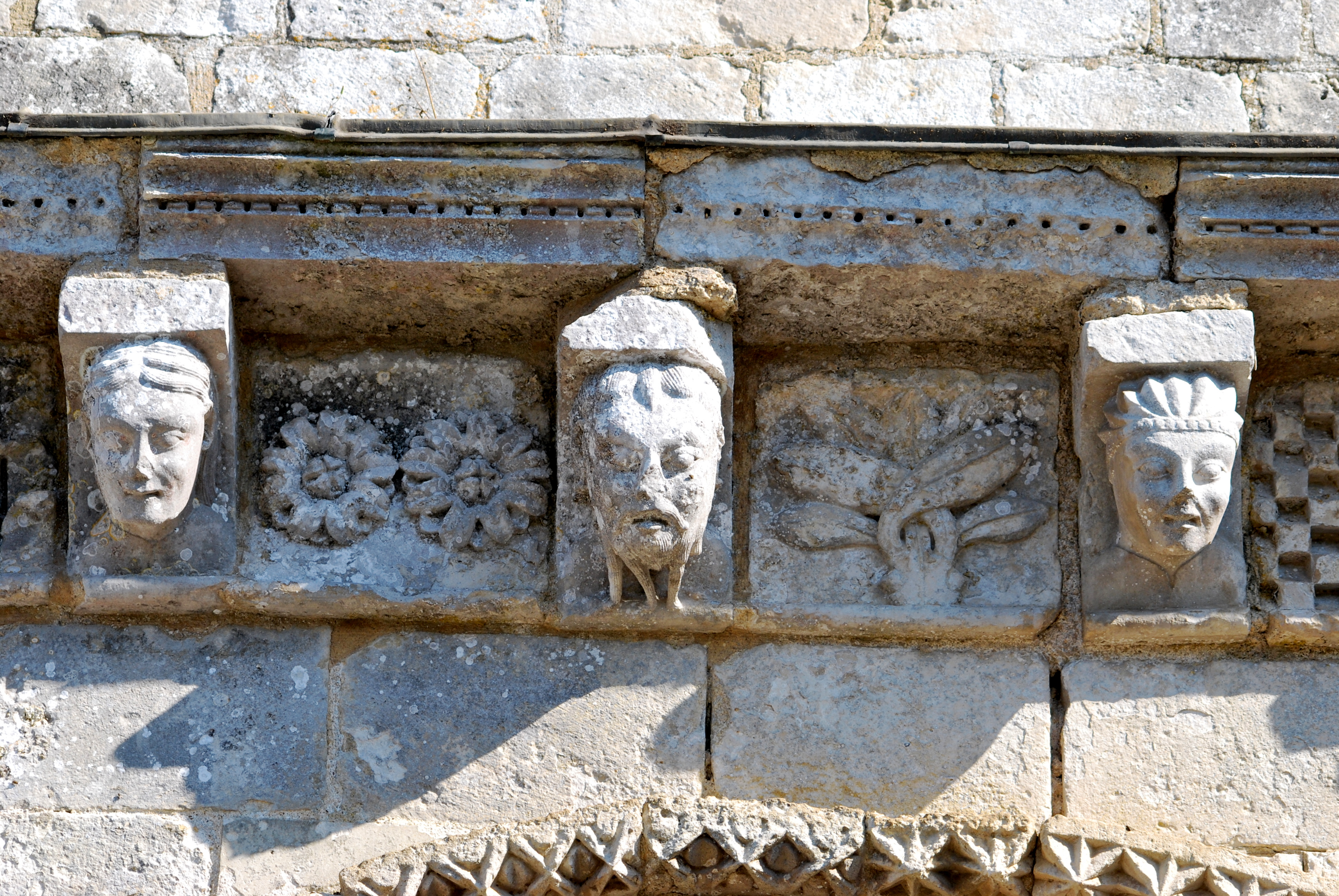
N° 4.
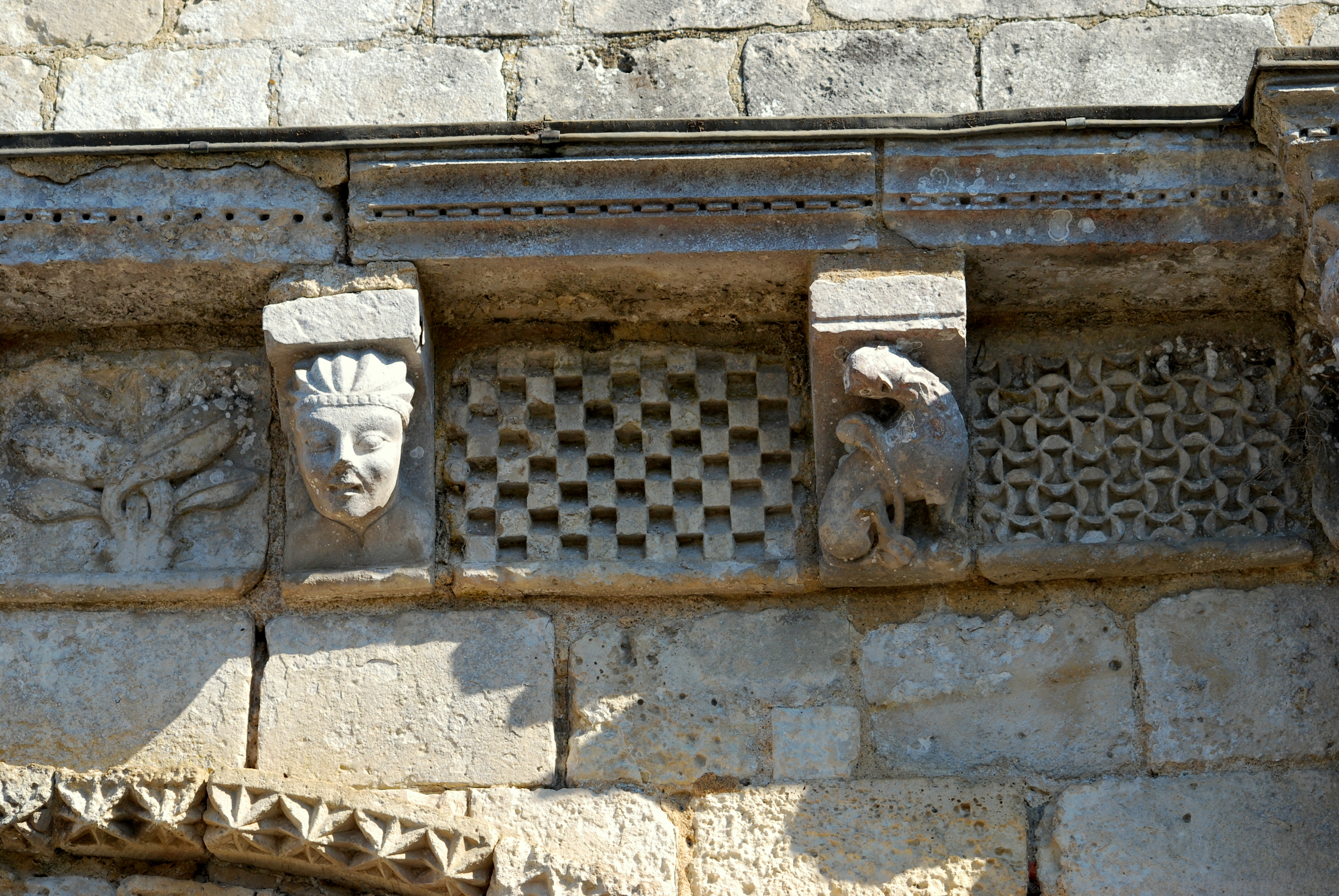
N° 5.
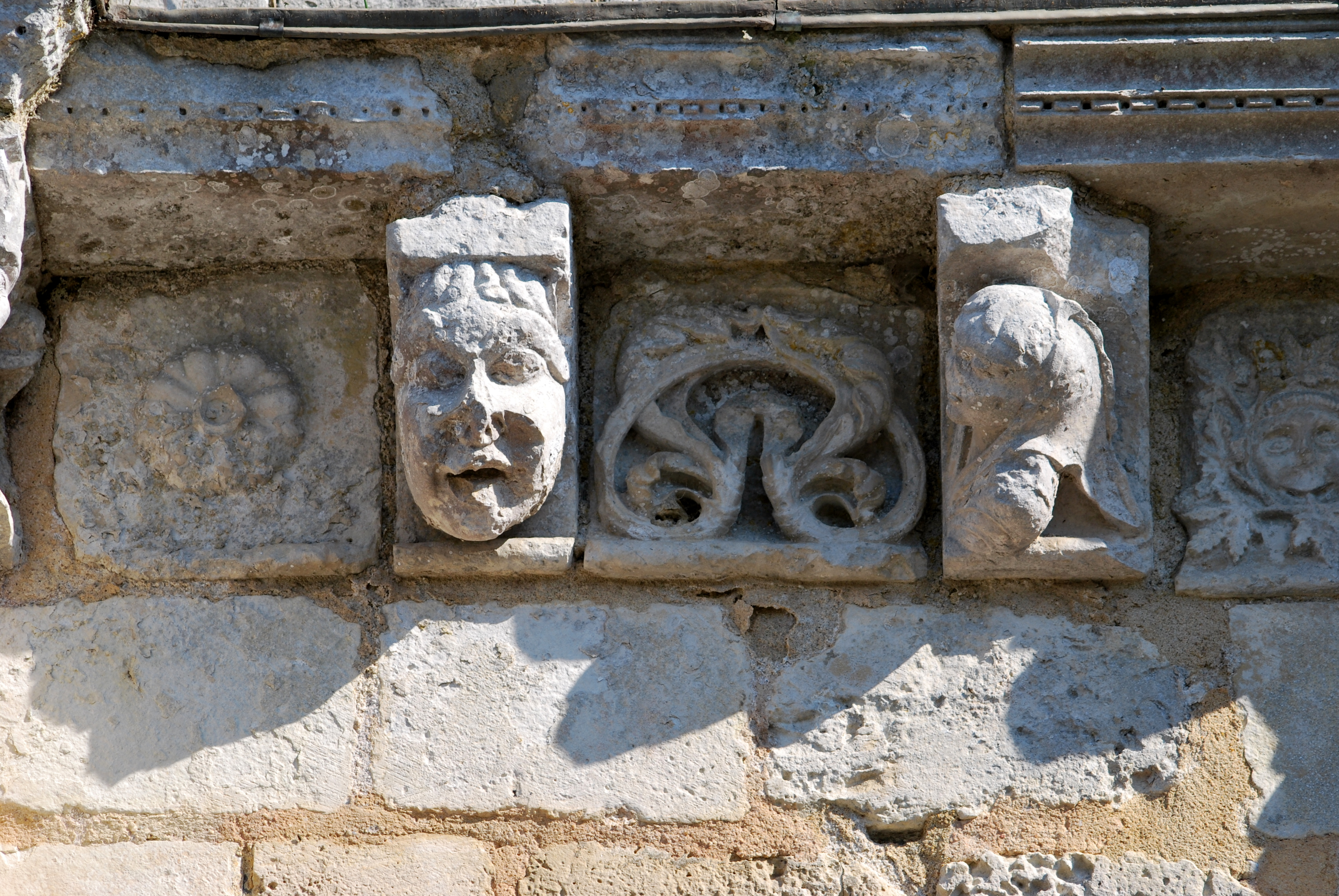
N° 6.
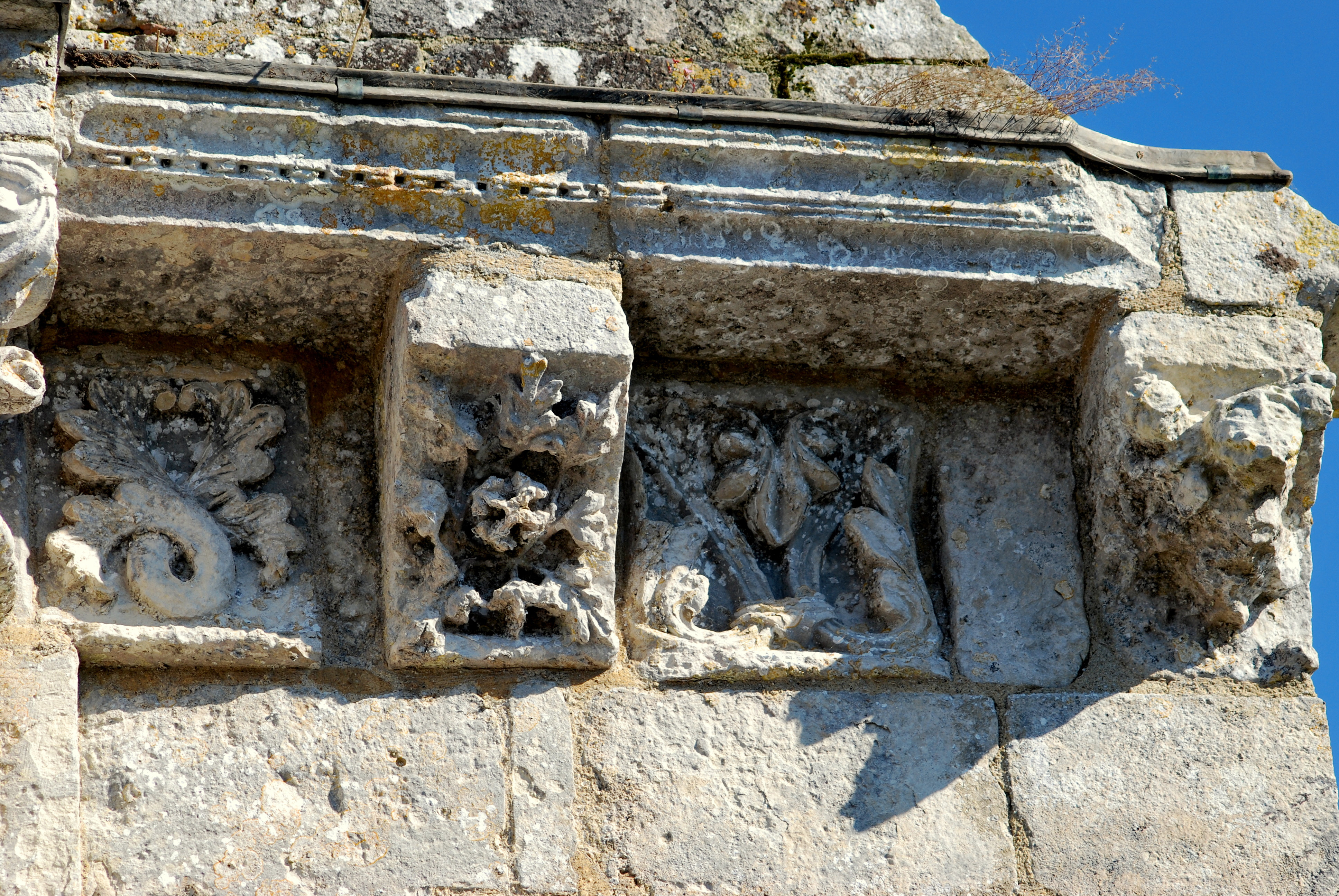
N° 7.

Les quatre chapiteaux de la façade sont également atypiques. On trouve deux têtes humaines paisibles ; deux chimères - des oiseaux à tête humaine (des modillons du même style se trouvent sur l'église Saint-Nazaire de Corme-Royal) ; trois masques diaboliques et un chapiteau avec un décor purement végétal. Sur le pignon, il y a un remploi d'une sculpture romane, qui, sans doute, faisait partie de la façade d'origine : un masque de félin avec une proie dans sa gueule et des feuillages.

Les chapiteaux de la corniche
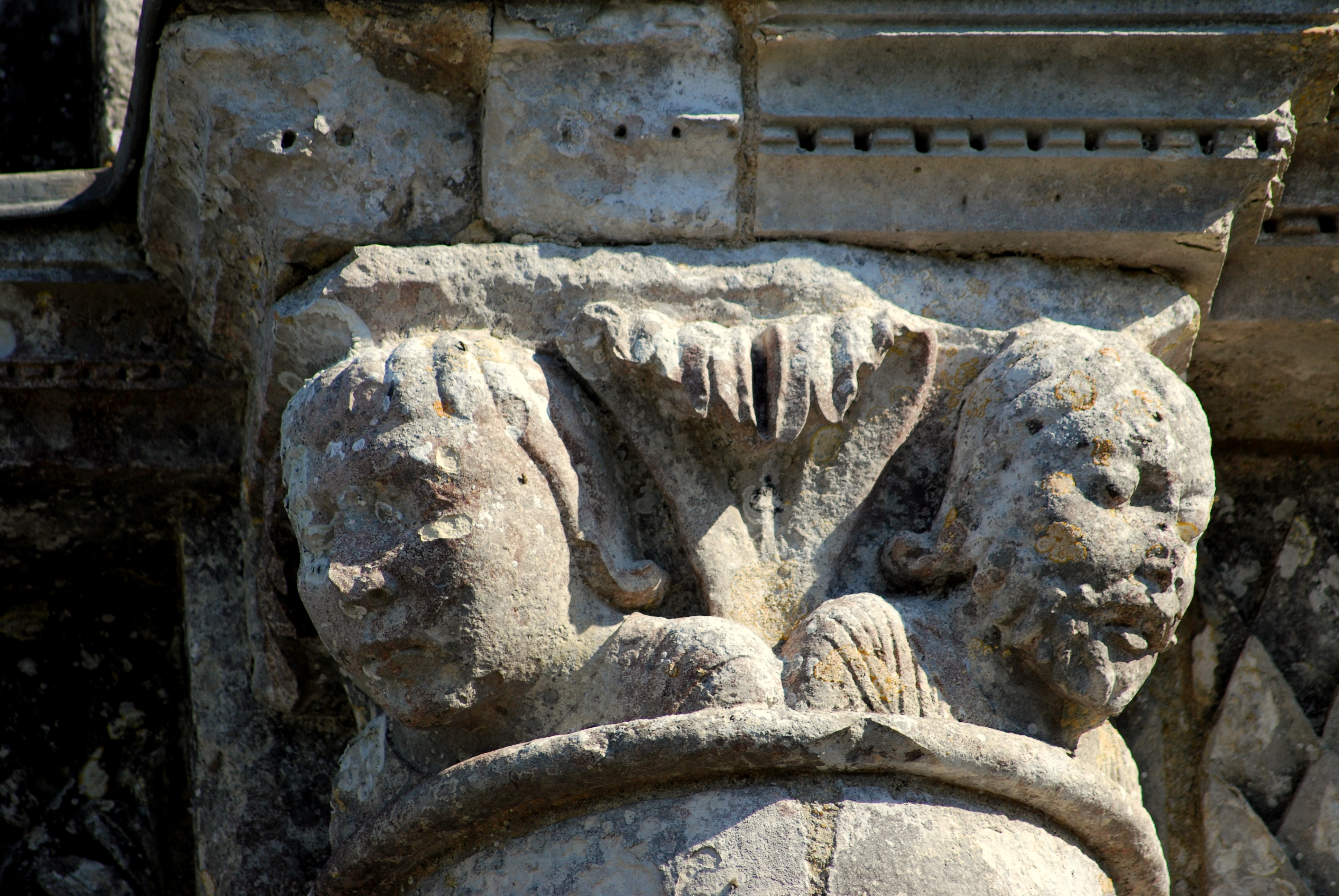
Deux têtes humaines.
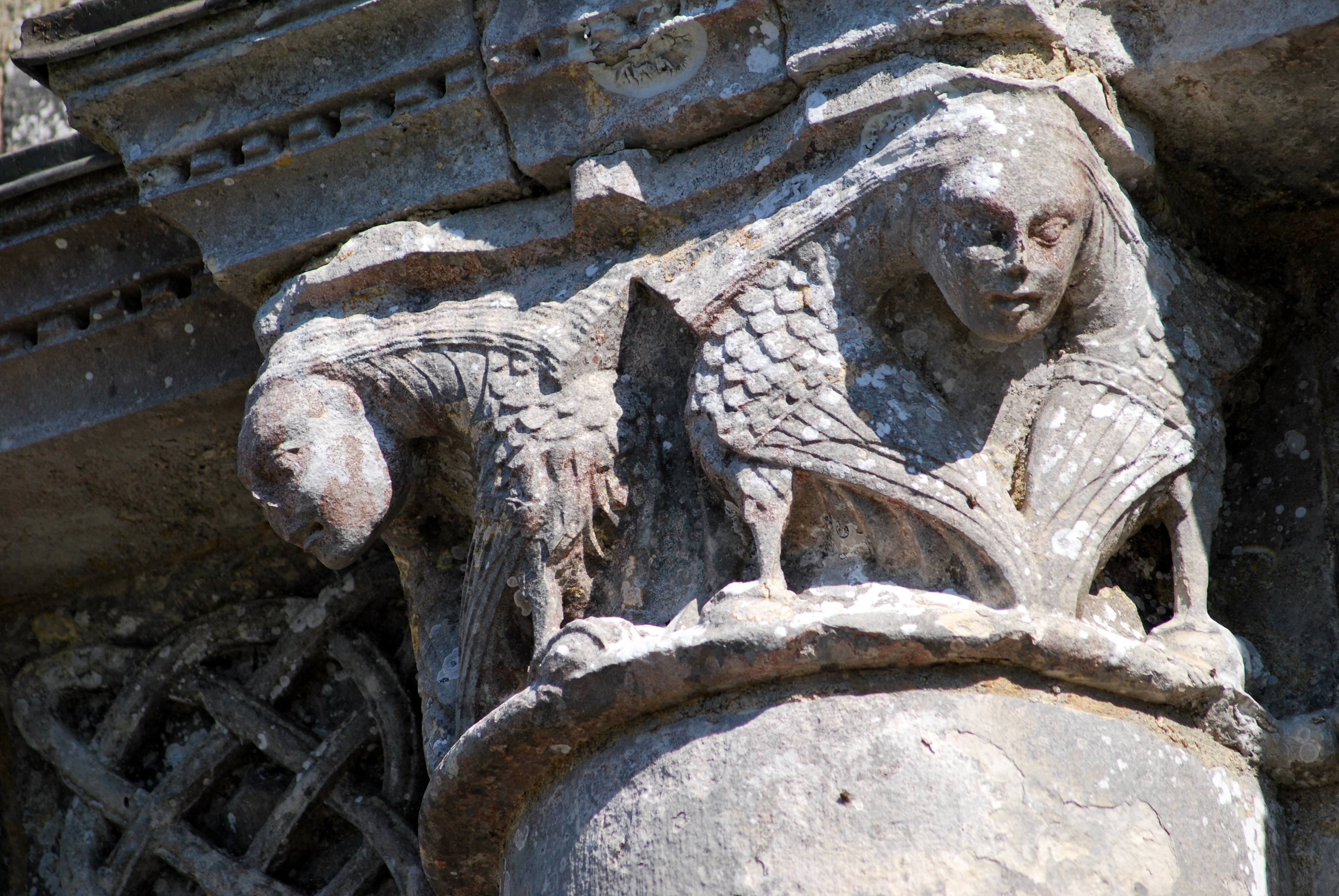
Deux oiseaux à têtes humaines.
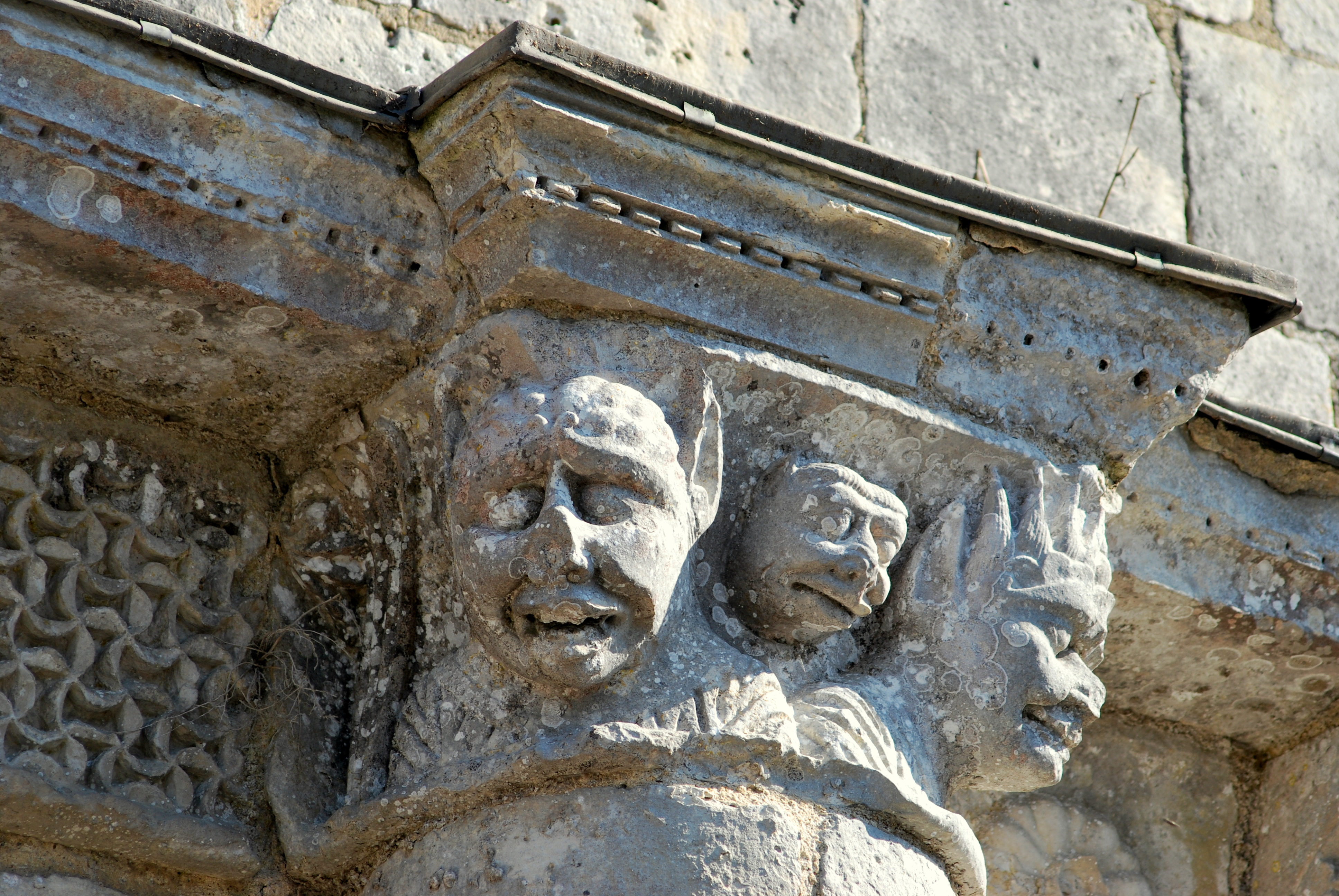
Trois masques diaboliques.
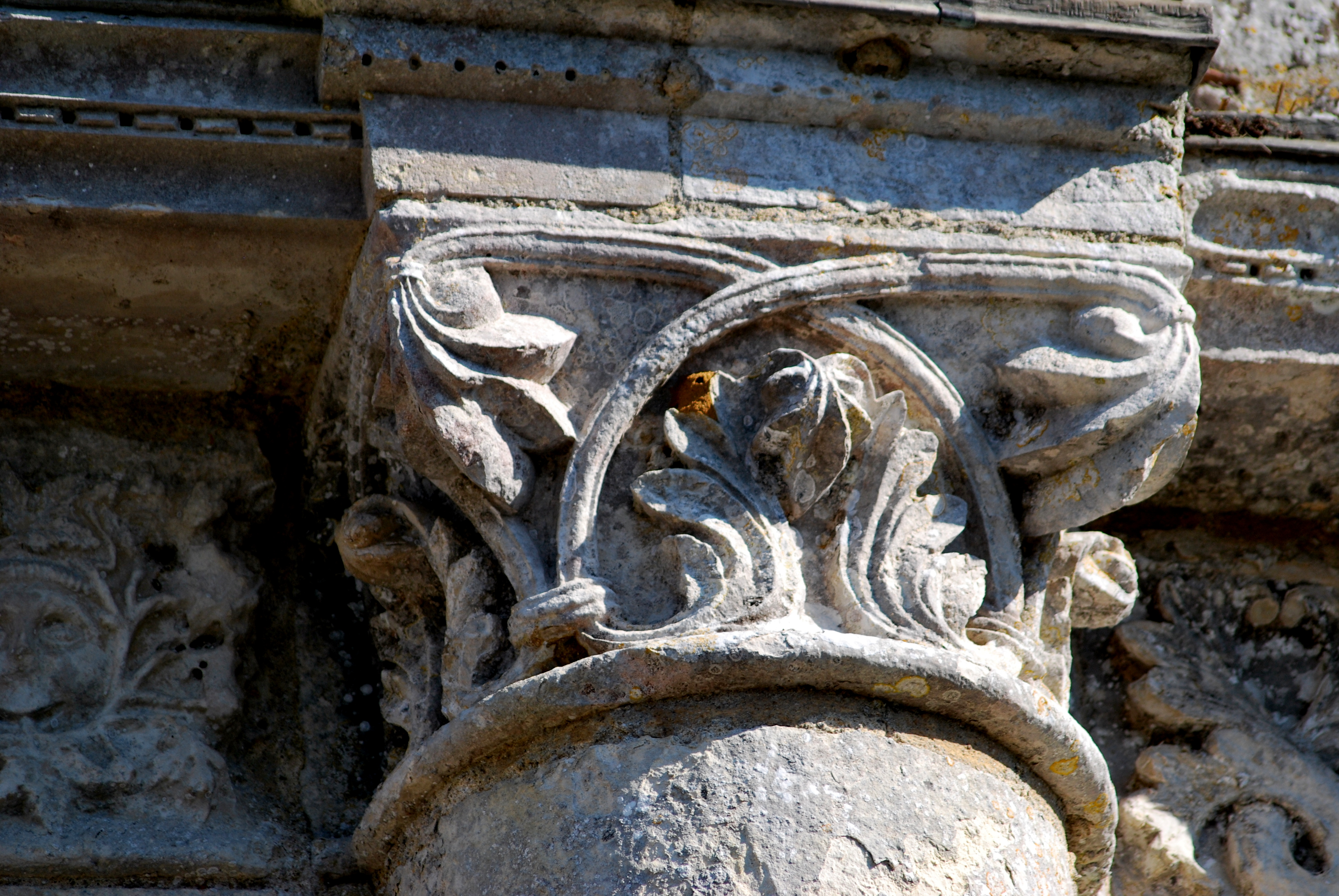
Décor végétale.
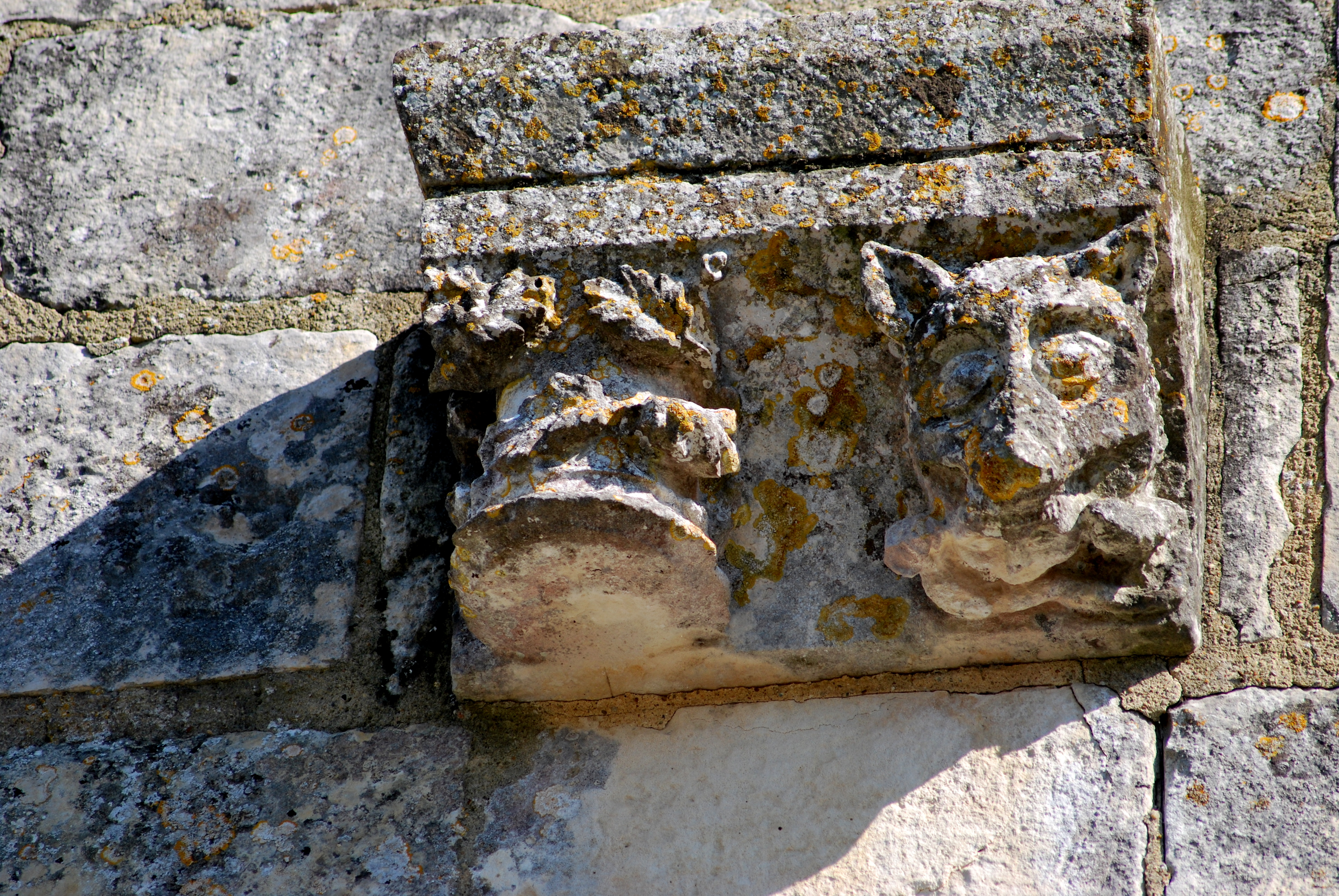
Décoration mur-pignon.

### Le clocher
Le clocher est posé à la croisée d'un transept qui se limite à de puissants contreforts. Il est probable que ce clocher en a remplacé un plus ancien, car, si sa tour octogonale percée sur chaque face d'une longue fenêtre tréflée  et ses contreforts sont du XVe siècle, sa souche est incontestablement antérieure.

### L'abside

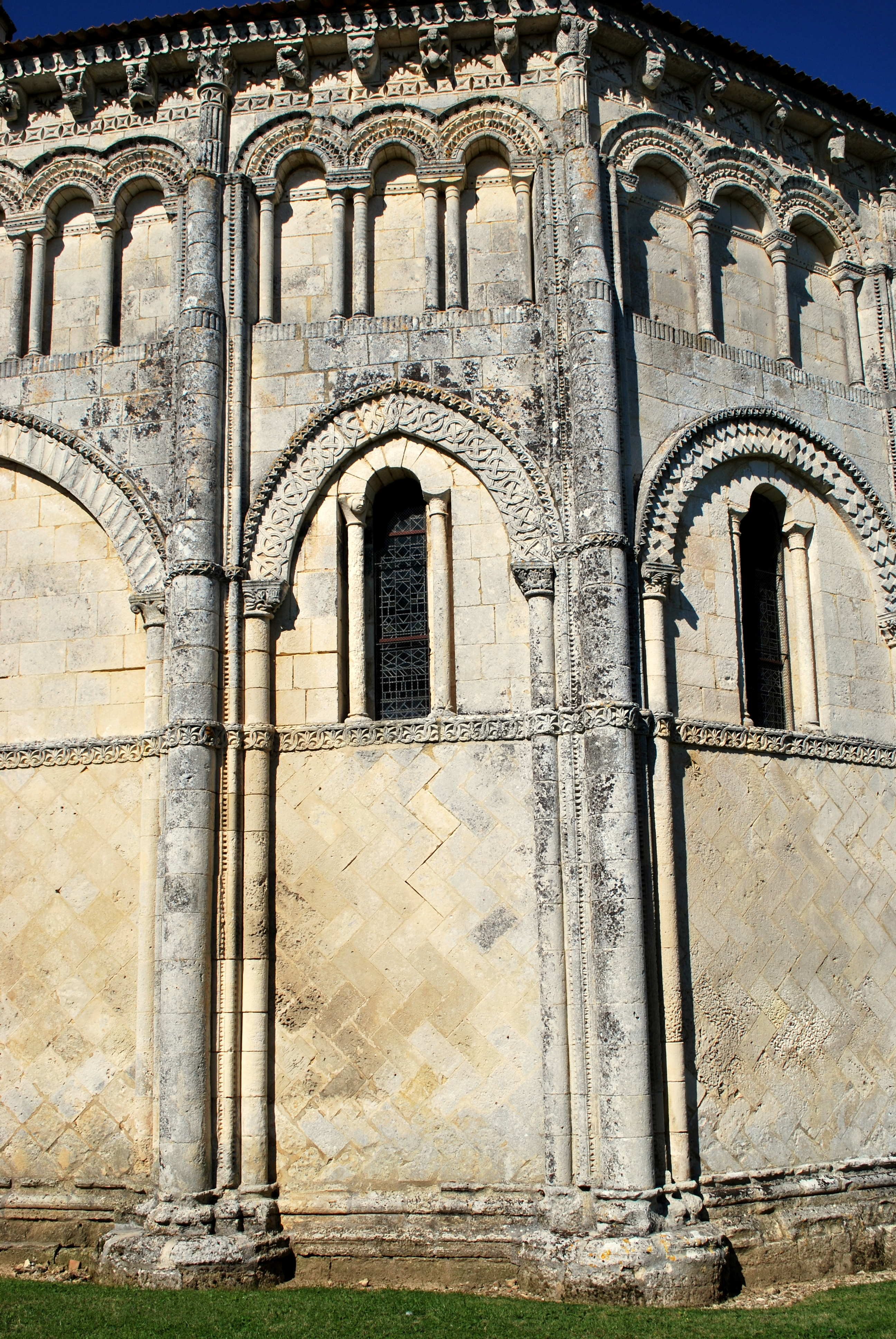
Pans 1, 2 et 3 au sud.

L'abside présente sept pans : deux forment l'avant-chœur ; deux latéraux courts pour le chœur et trois fermant l'abside, composent le chœur en hémicycle. Chaque pan est séparé par des contreforts-colonnes cannelés à leur partie supérieure, dont le diamètre décroît de bas en haut, changeant quatre fois de diamètre. Ces colonnes, partant du sol où leurs bases s'appuient sur une banquette, montent jusqu'à la corniche qui supporte le toit. Les chapiteaux portent tous un décor végétal. Cette disposition, de « colonnes télescopiques », se rencontre dans d'autres églises de Saintonge, en particulier à l'église Notre-Dame de Rioux. 
Chaque pan de l'abside est divisé en trois registres. Les aires de l'étage inférieur sont garnies de pierres posées en assises obliques. Le premier étage est occupé par de vastes baies, soit en plein-cintre, soit en arcs légèrement brisés. Cinq de ces arcs encadrent une fenêtre dont les cintres s'appuient sur des colonnes d'angles très détachées. Au-dessus, à l'étage supérieur, se développe une longue arcature portée par de fines colonnettes simples ou doubles. Les cintres richement ornés sont surmontés sur le plat du mur d'une abondante décoration finement sculptée. 

#### Les modillons de l'abside
Il y a une quarantaine de modillons autour de l'abside, dont trente-trois figurés. On retrouve les thème habituels des péchés capitaux de l'art roman : des émissaires de Satan, démons, monstres, etc. ; des animaux à connotation maléfique ou du péché, loup, cochon, lapin ; des pécheurs ; le sort des pécheurs, qui passent dans la bouche de l'Enfer. On retrouve quelques exemples des autoportraits possibles des sculpteurs, comme sur la façade occidentale ; des symboles de luxure, comme les deux lions invertis, le cochon et le lapin ; des « professions maudites », comme des acrobates. Il est étonnant que les musiciens ne figurent pas parmi les modillons. Pour plus d'informations sur le symbolisme, voir l'article Iconographie des modillons romans et les livres de C. Bougoux,.

Les modillons figurés de l'abside
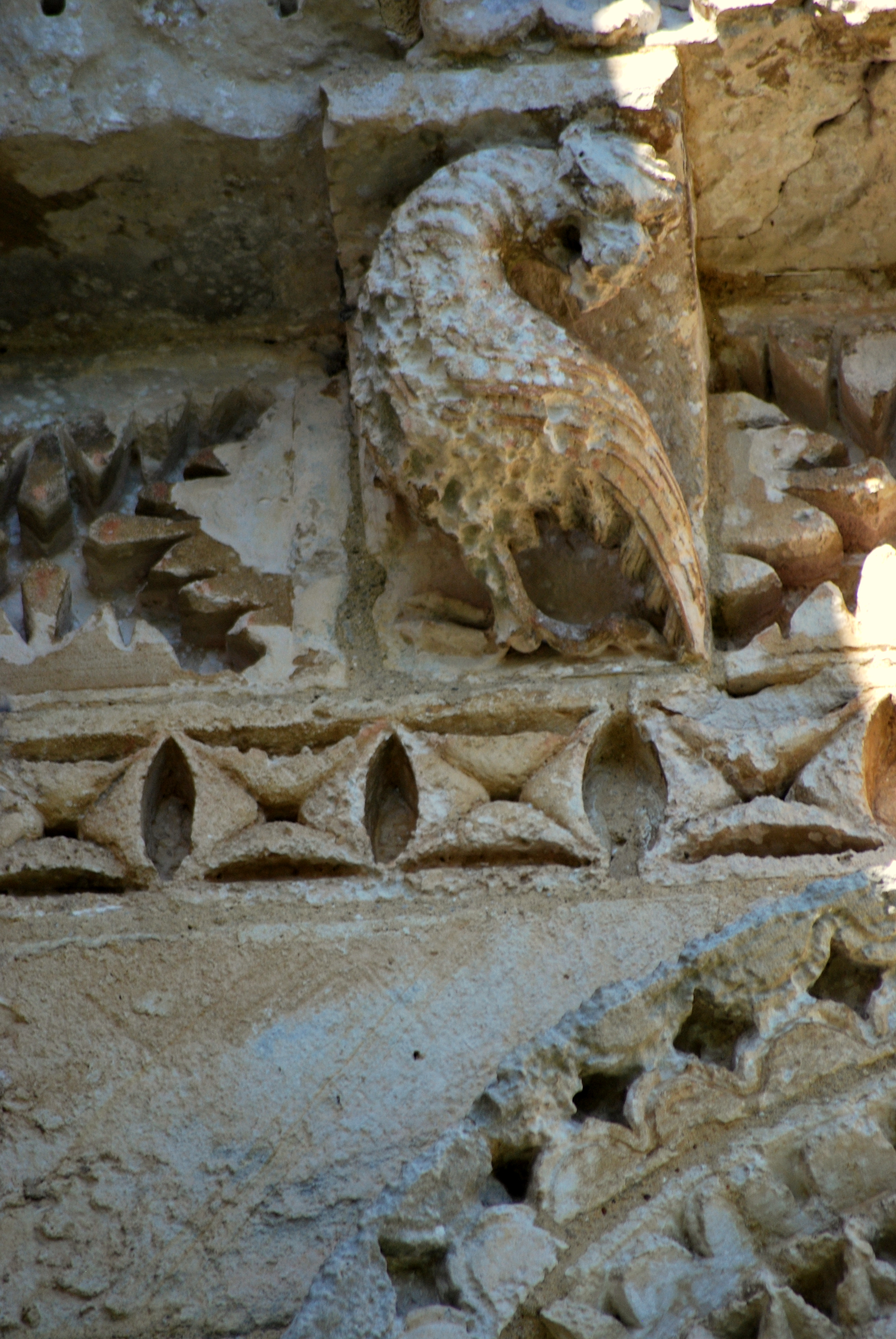
Oiseau maléfique.
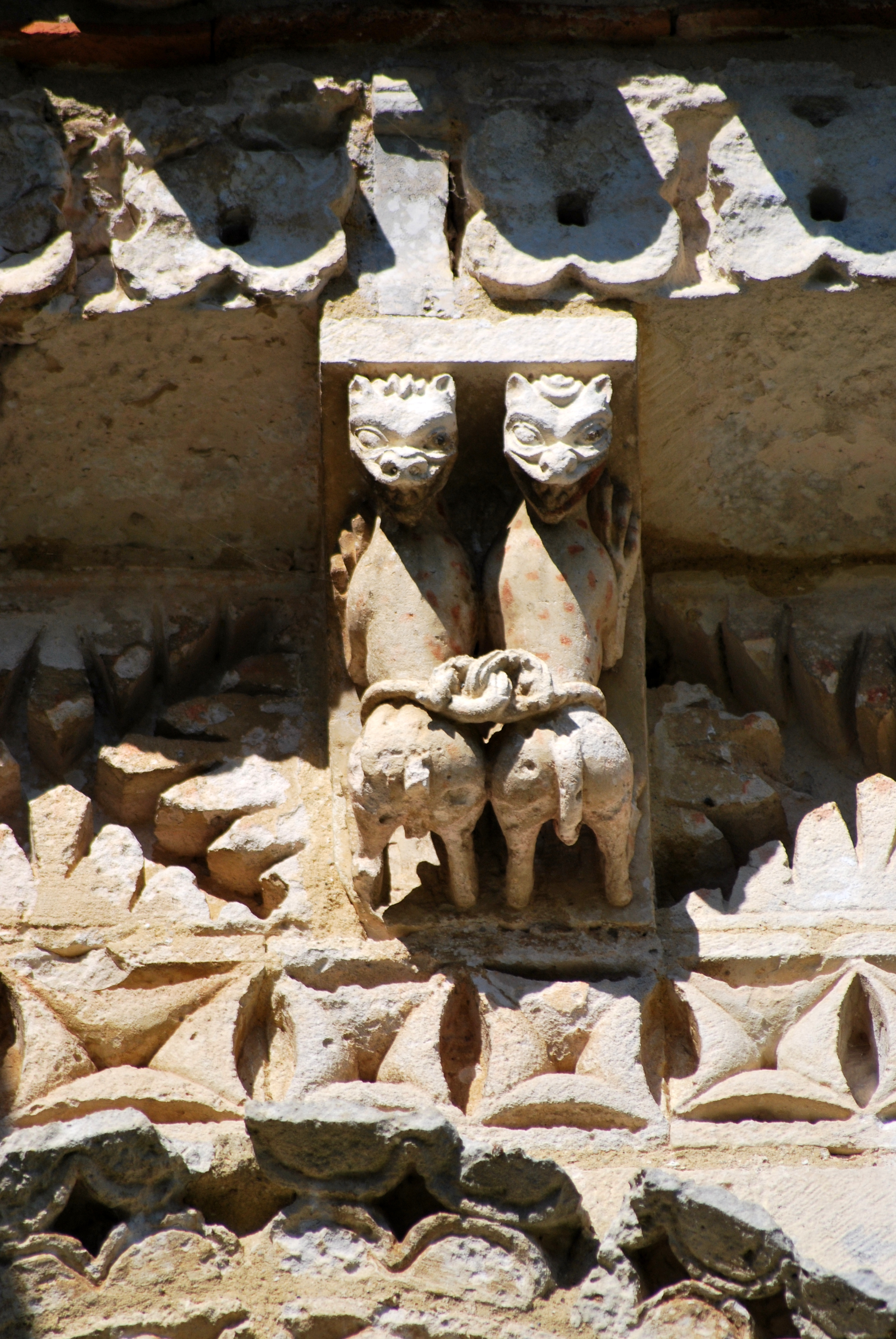
Deux lions « invertis ».
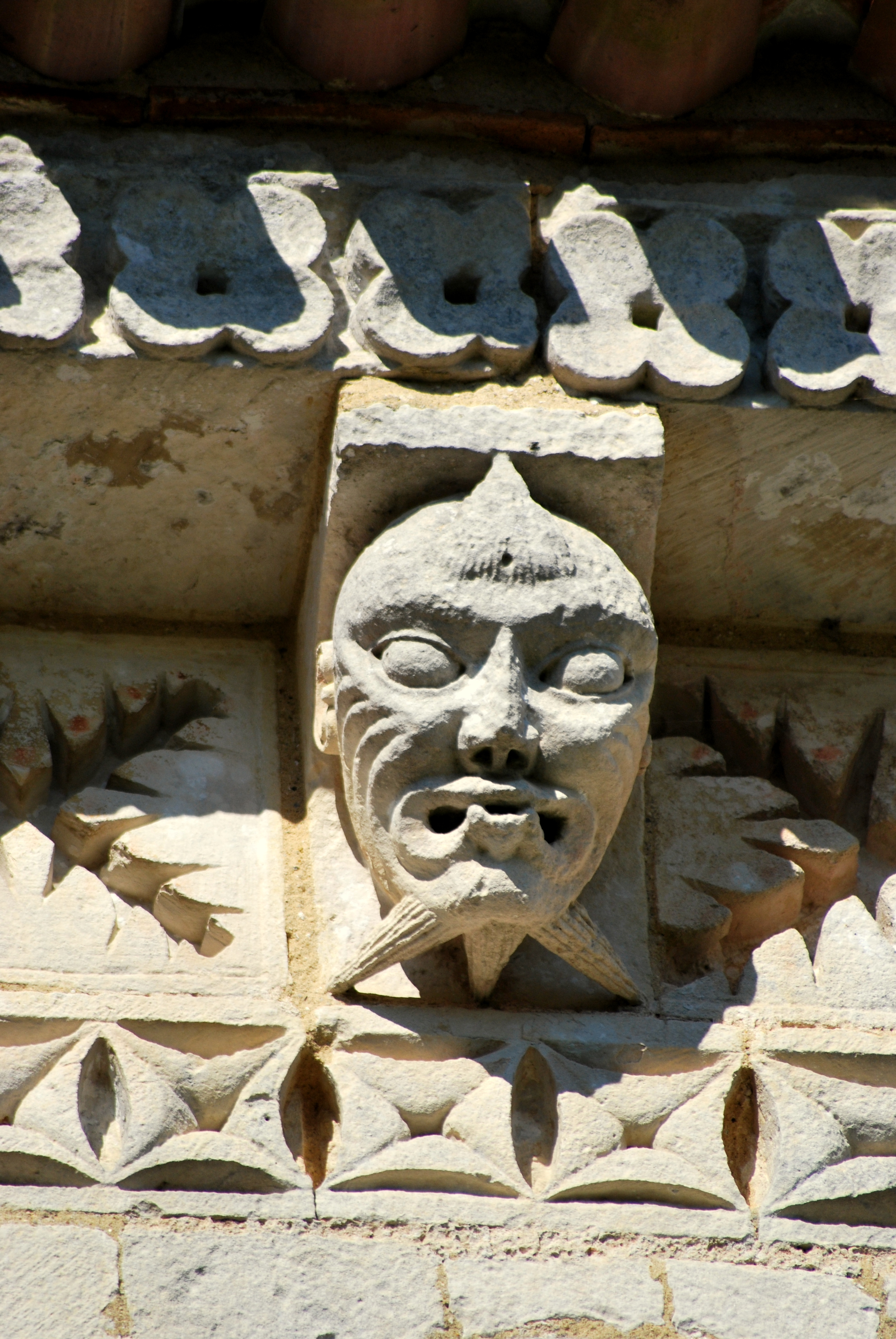
Démon.
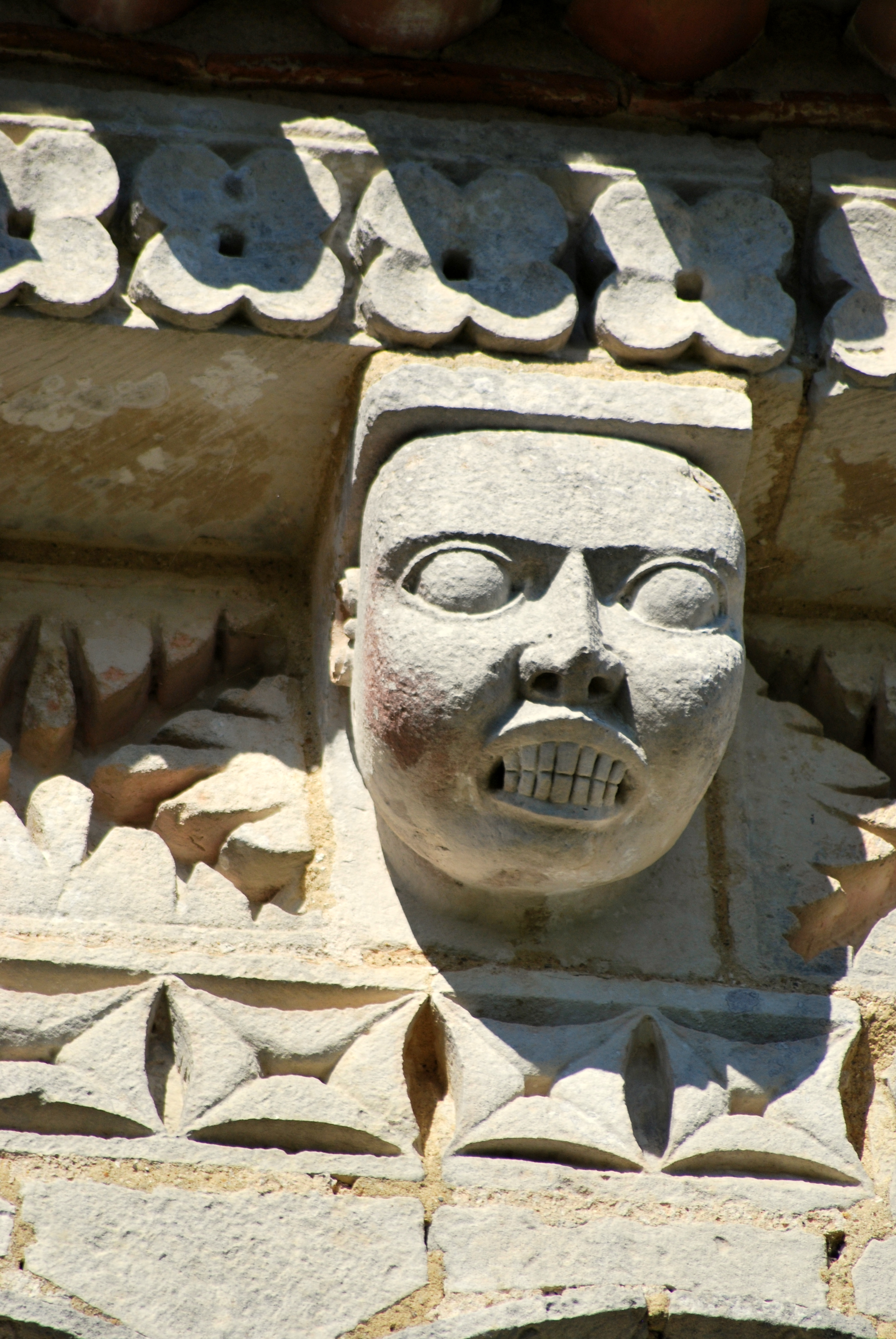
Masque maléfique.
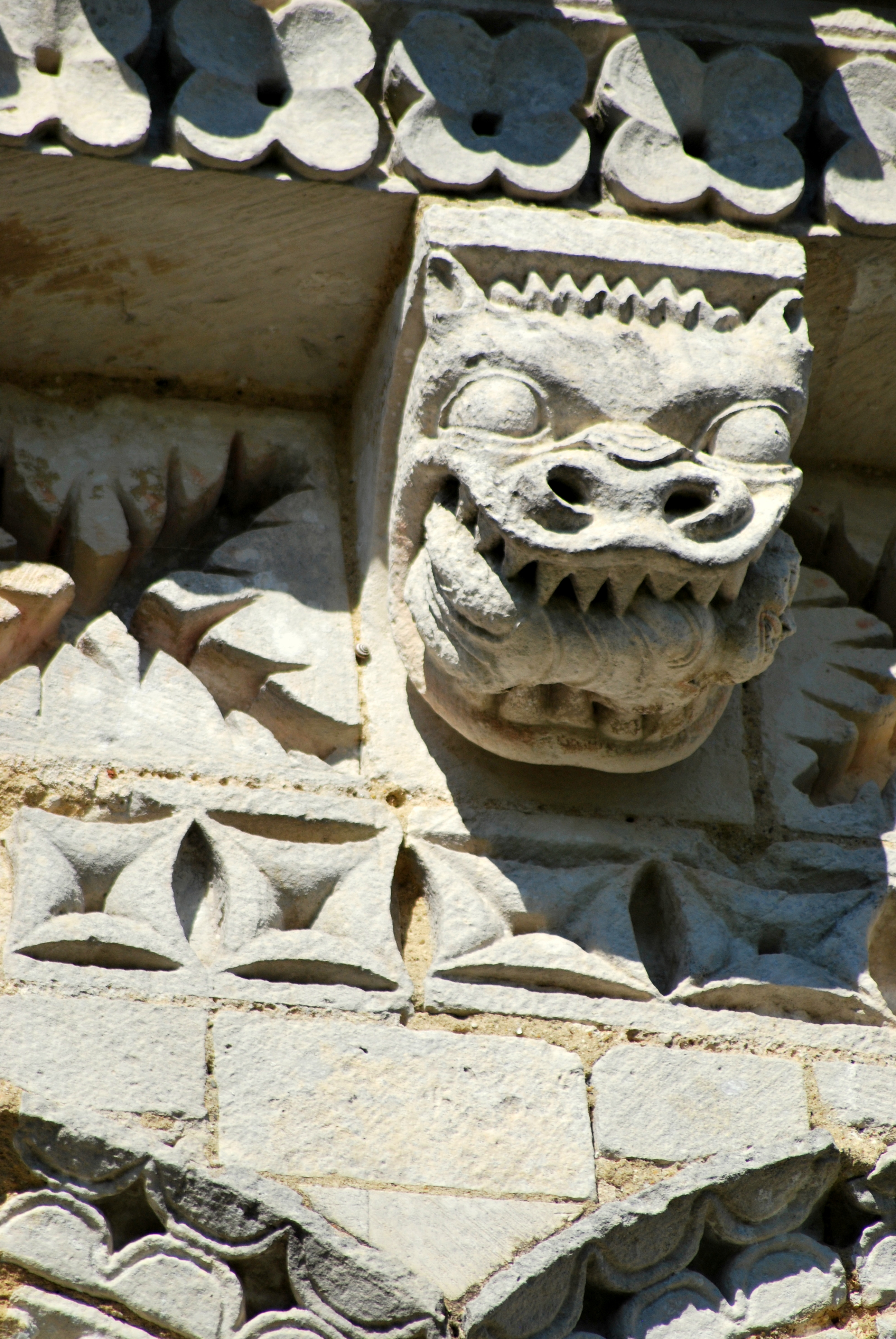
Monstre avalant un homme.
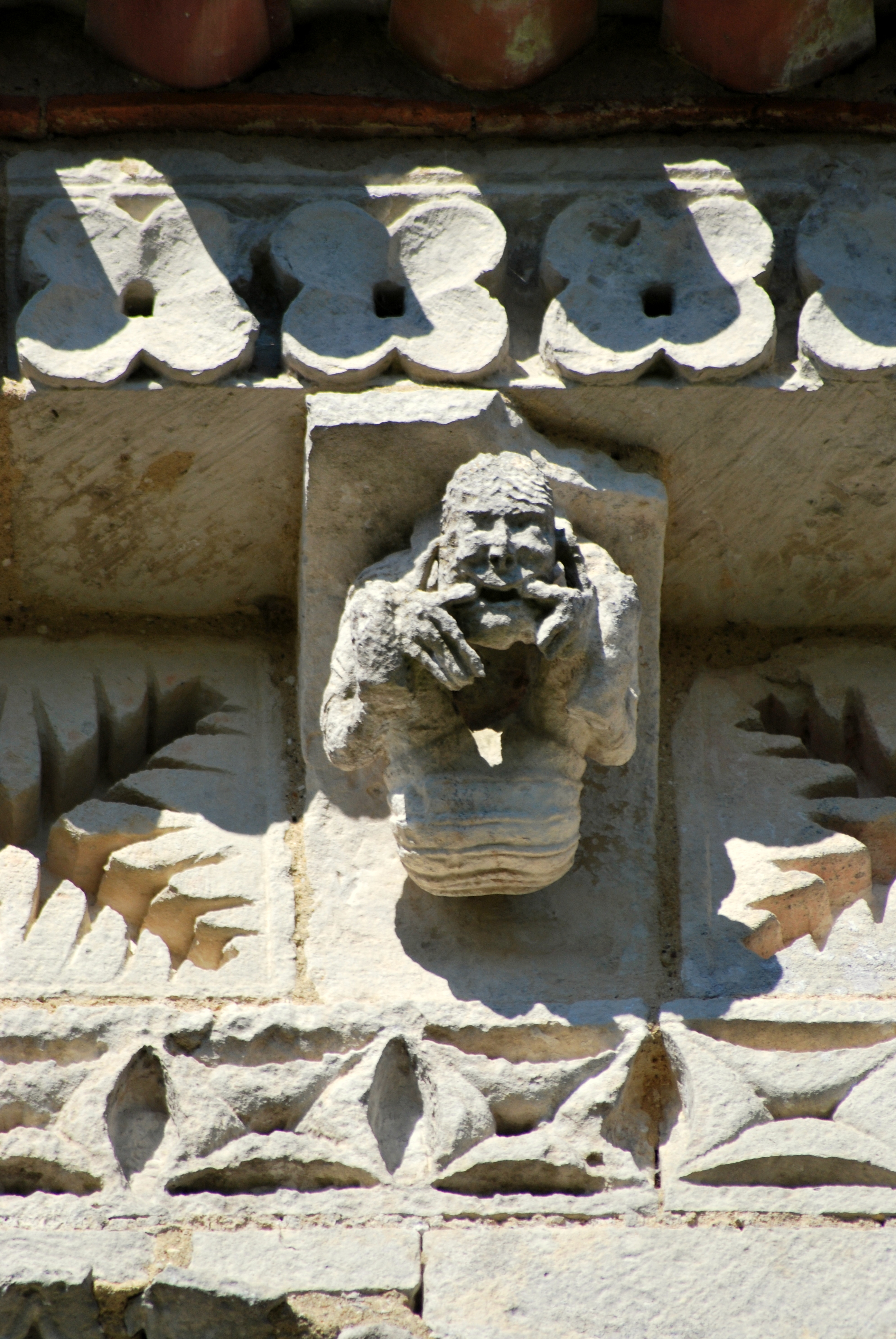
Homme tirant ses commissures.
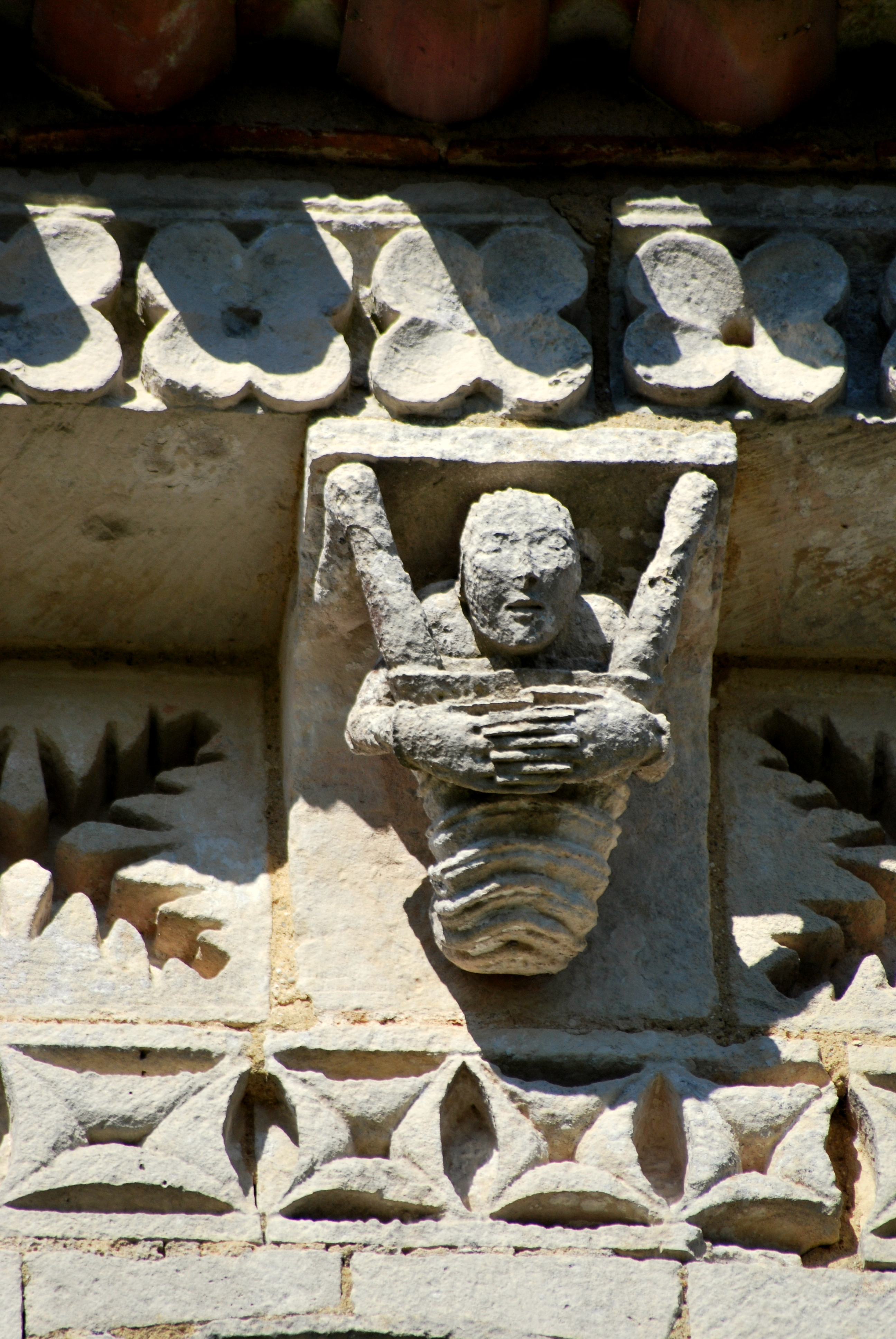
Acrobate ?
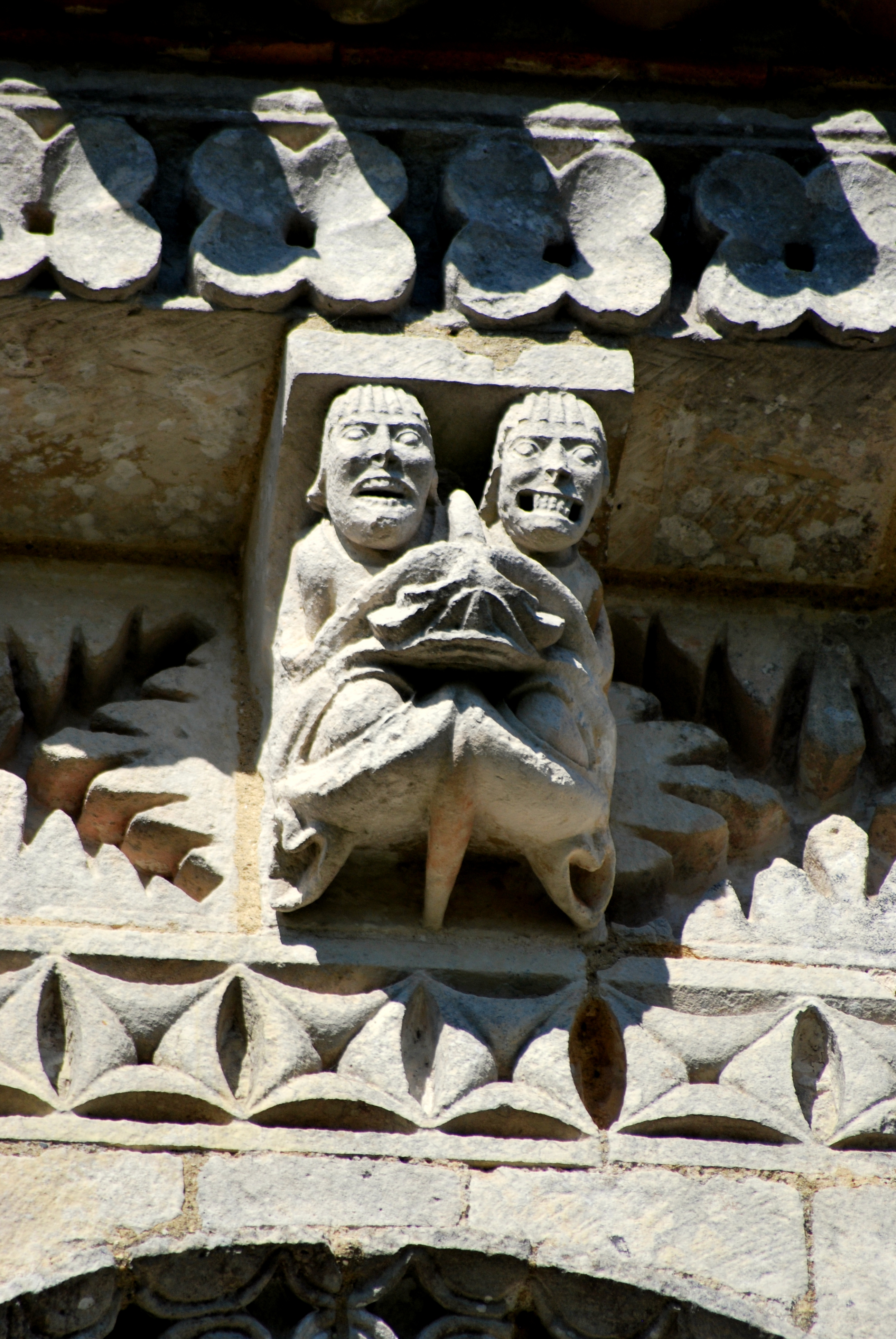
Deux hommes dans la gueule d'un démon.
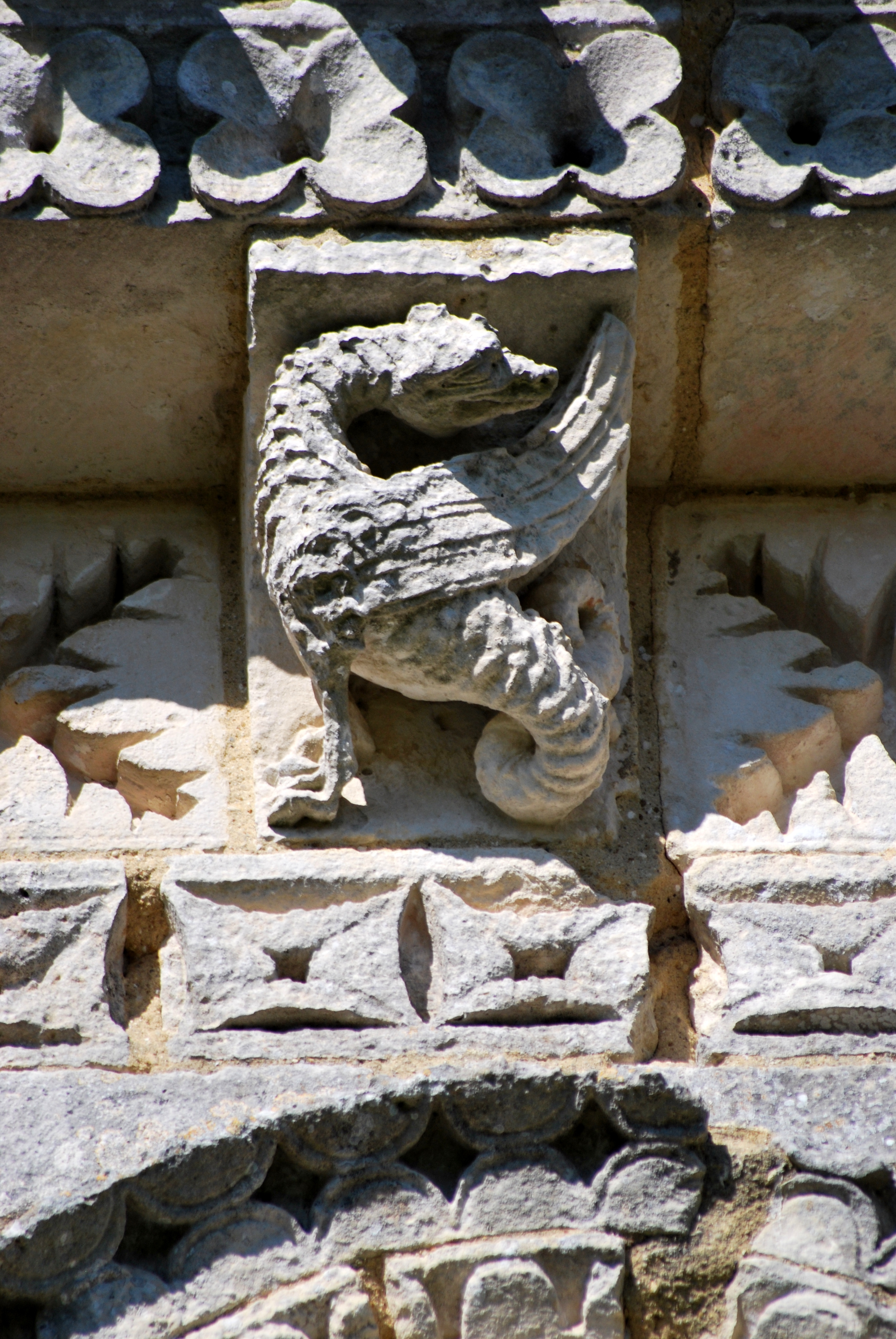
Dragon ailé.
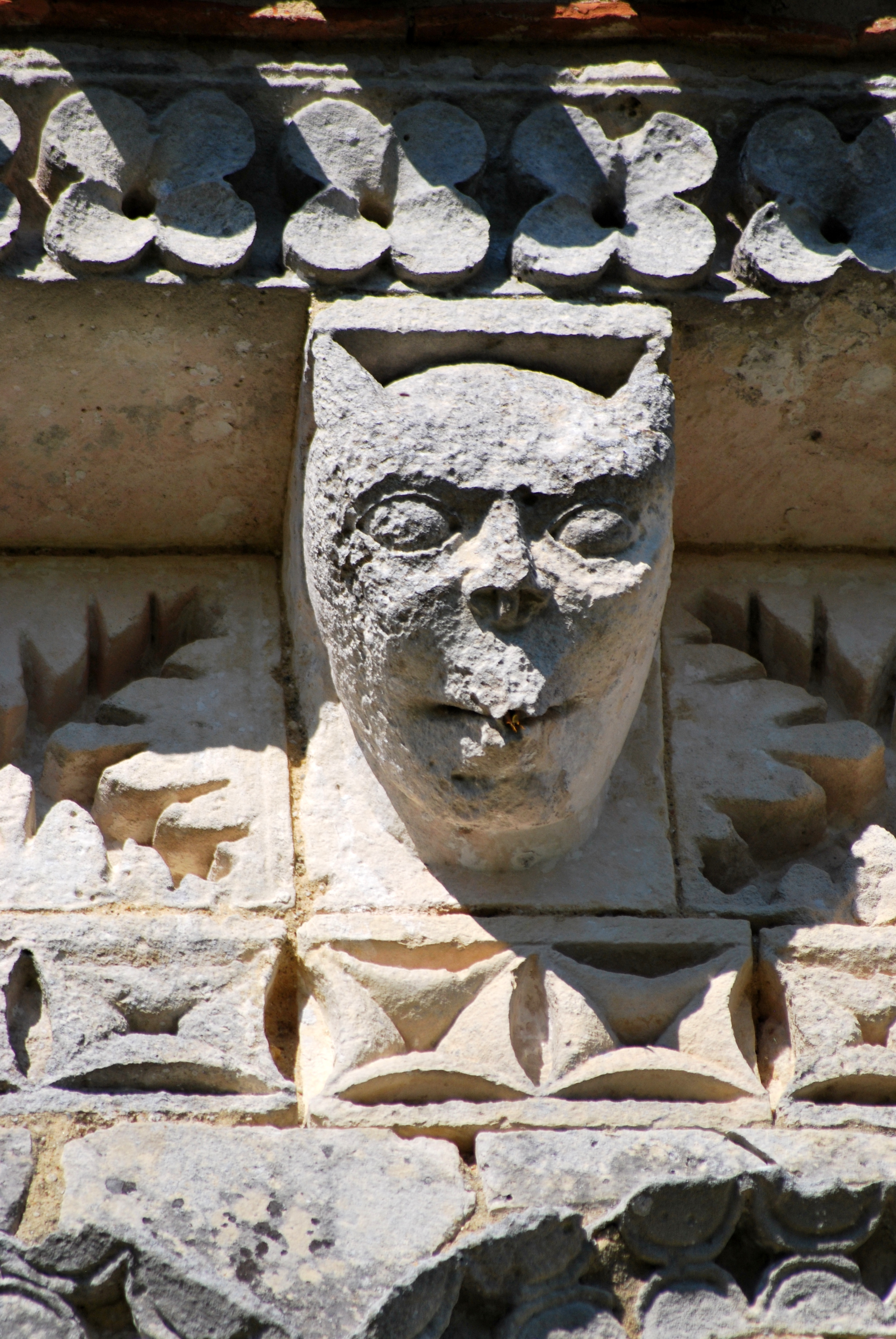
Démon.
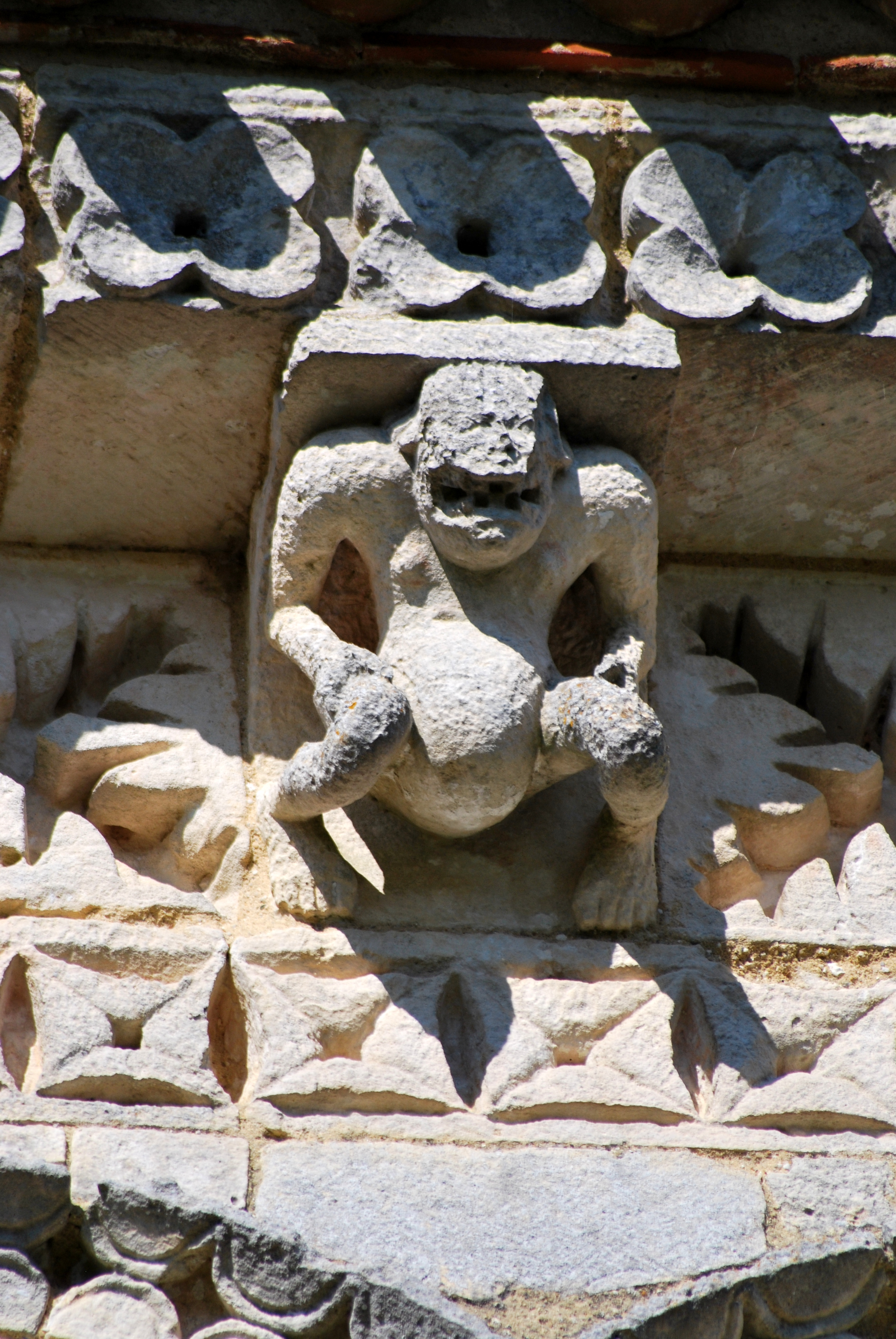
Monstre nu.
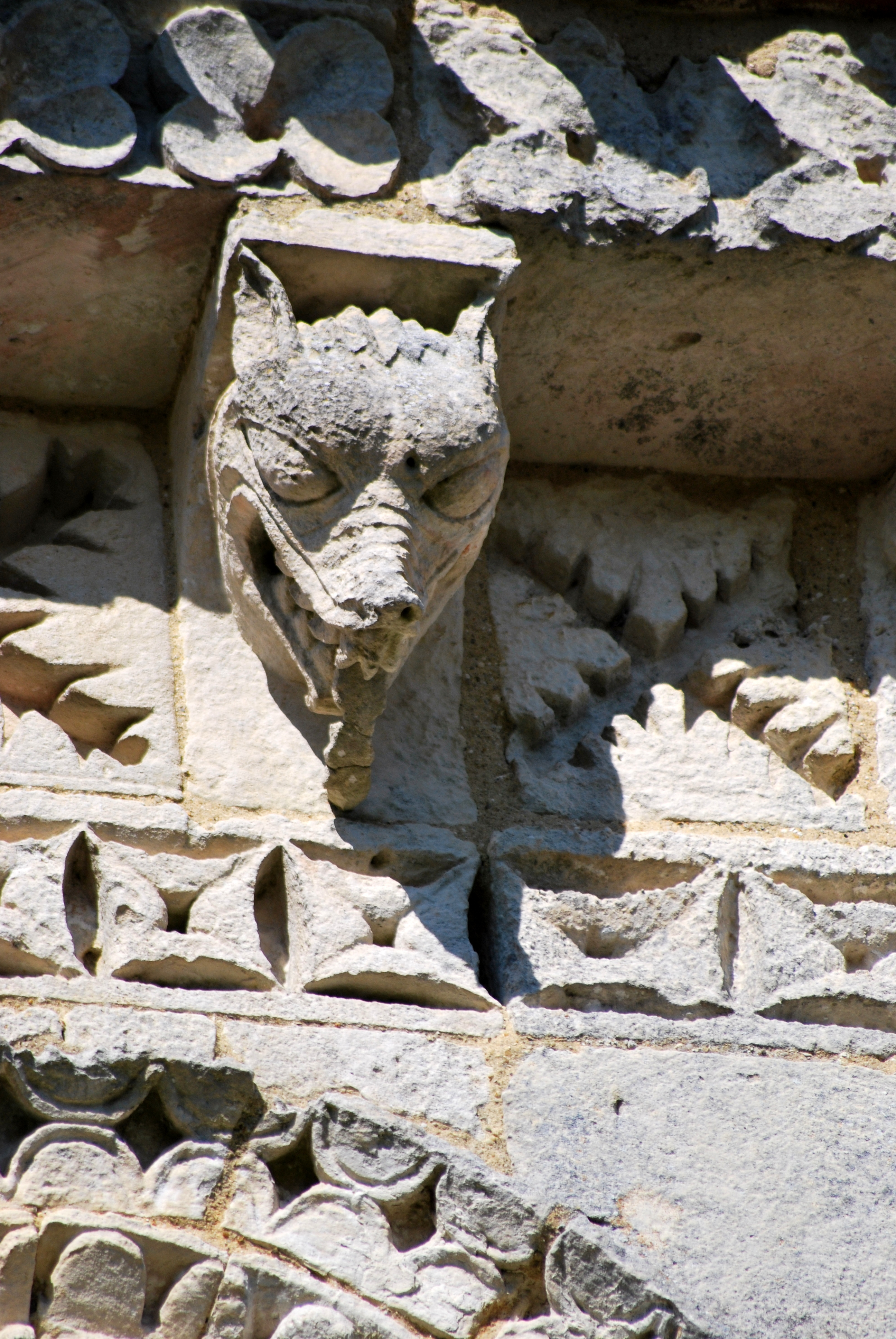
Loup tirant la langue.
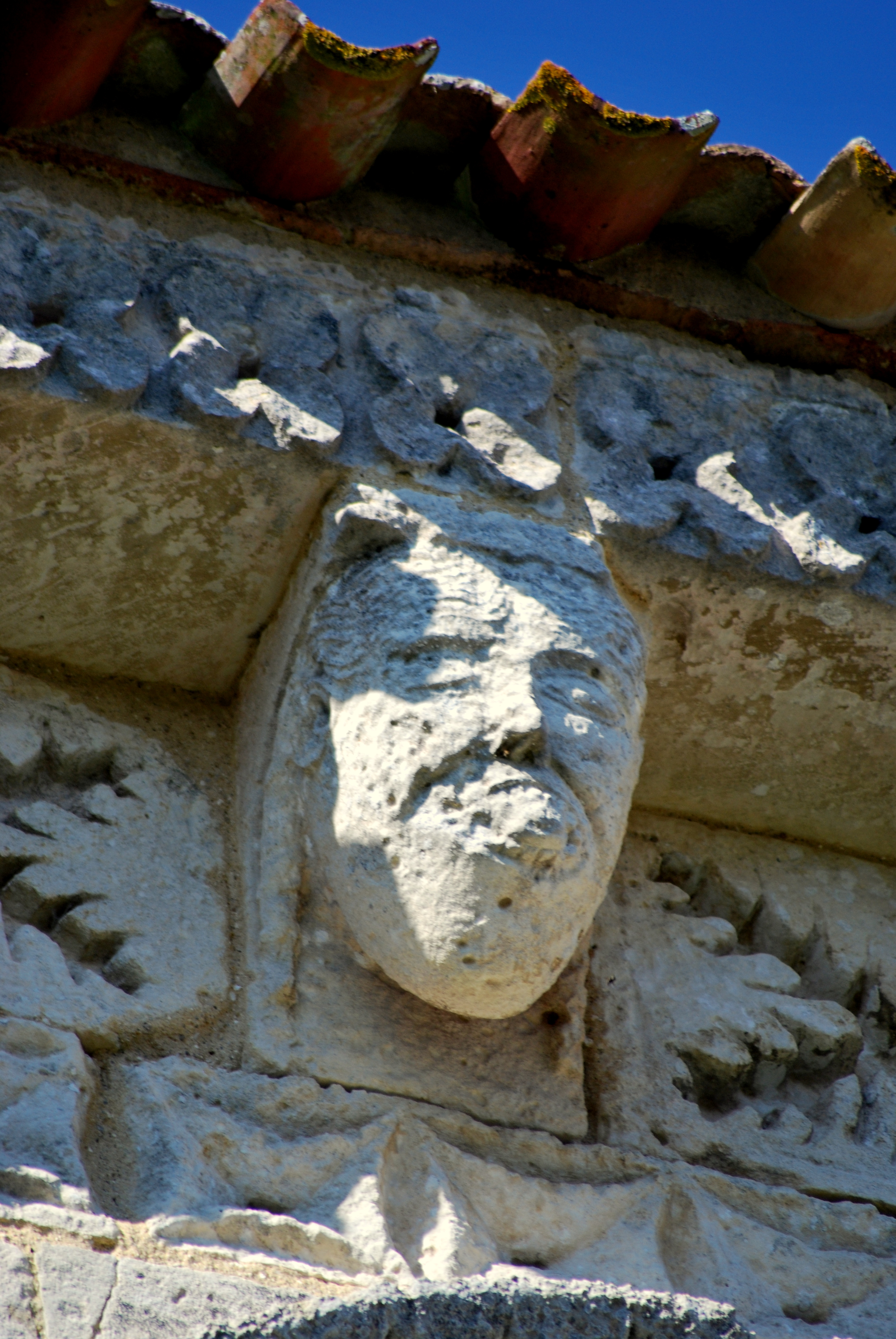
Tête d'homme triste.
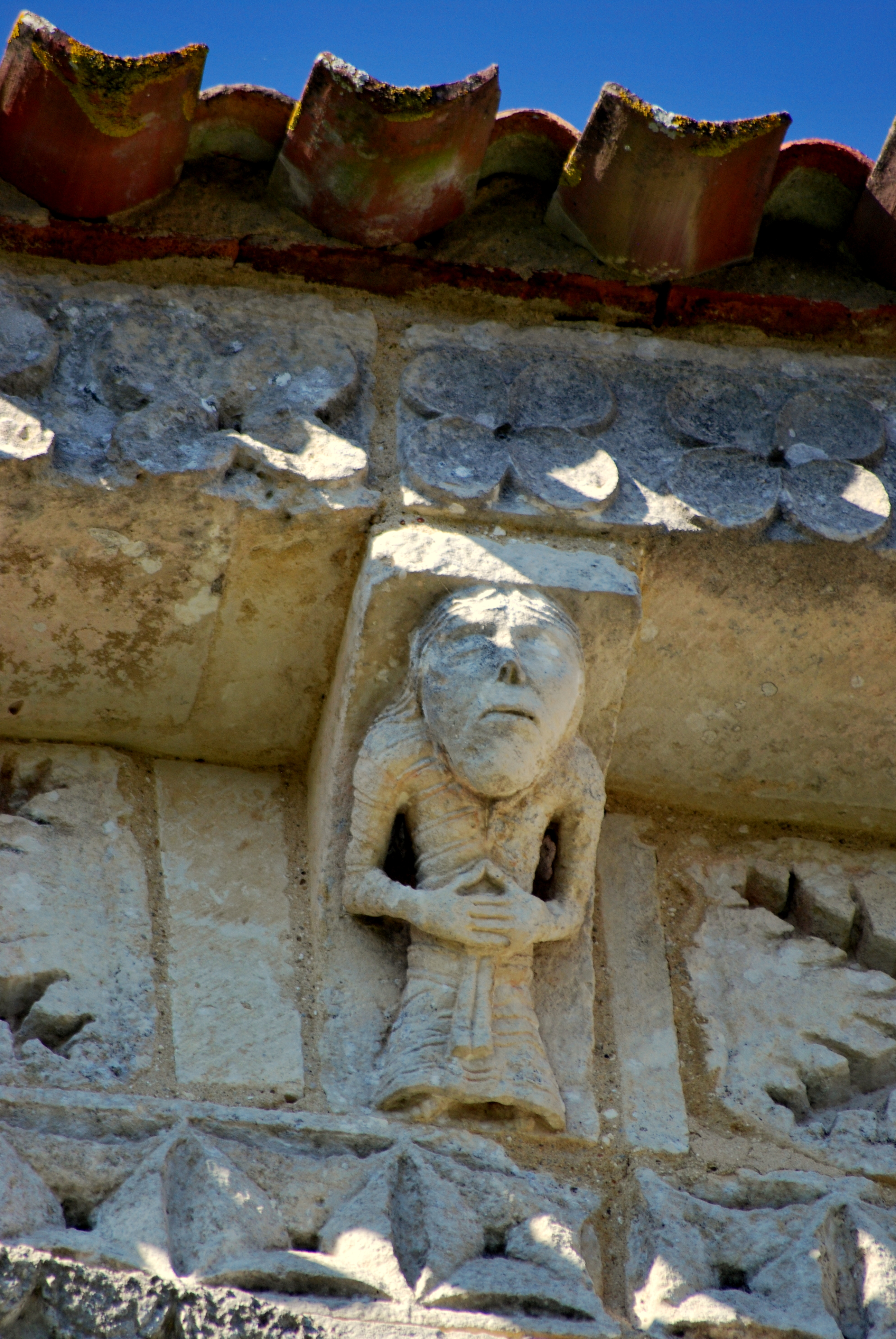
Clerc triste.
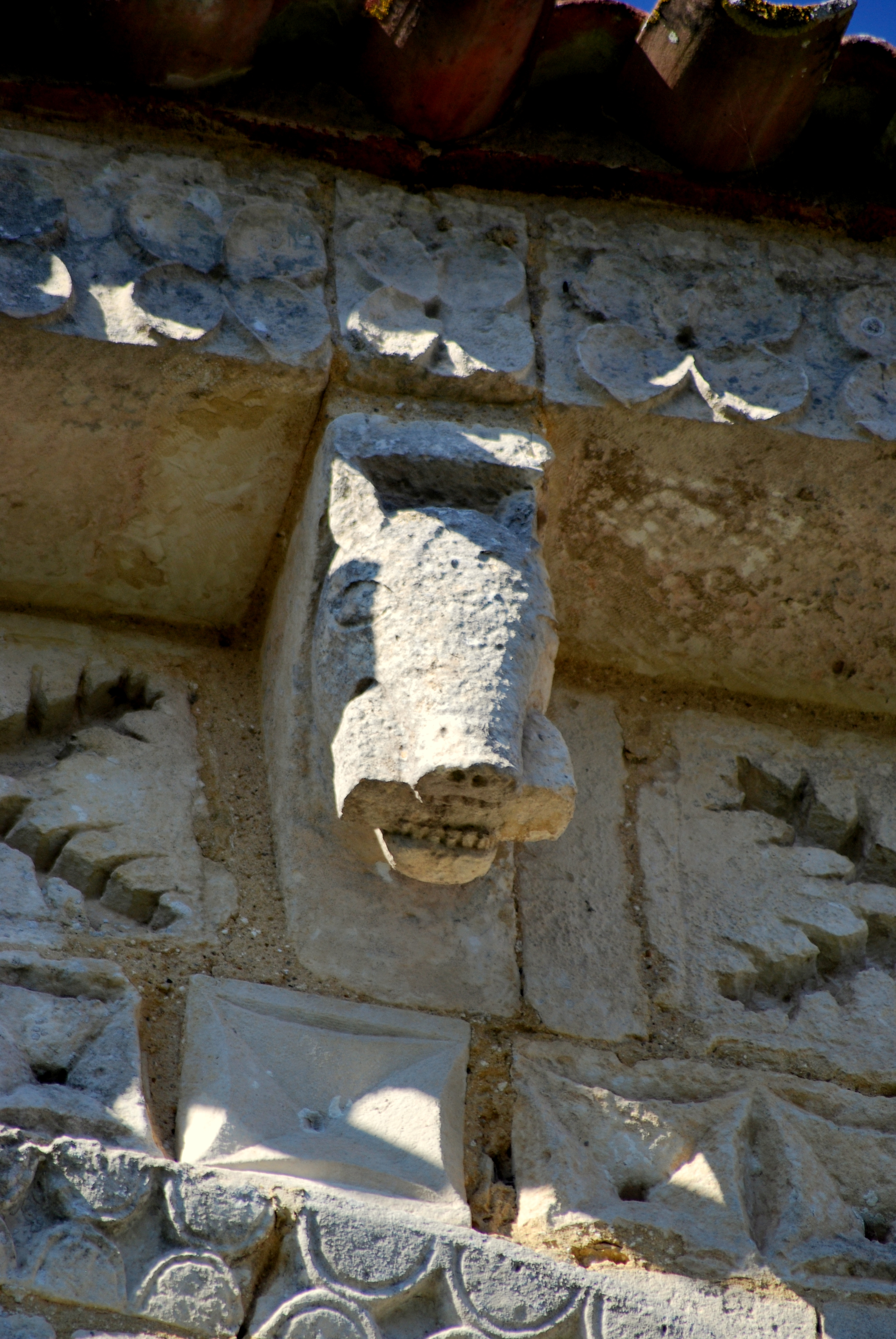
Cheval avec mors/hostie.
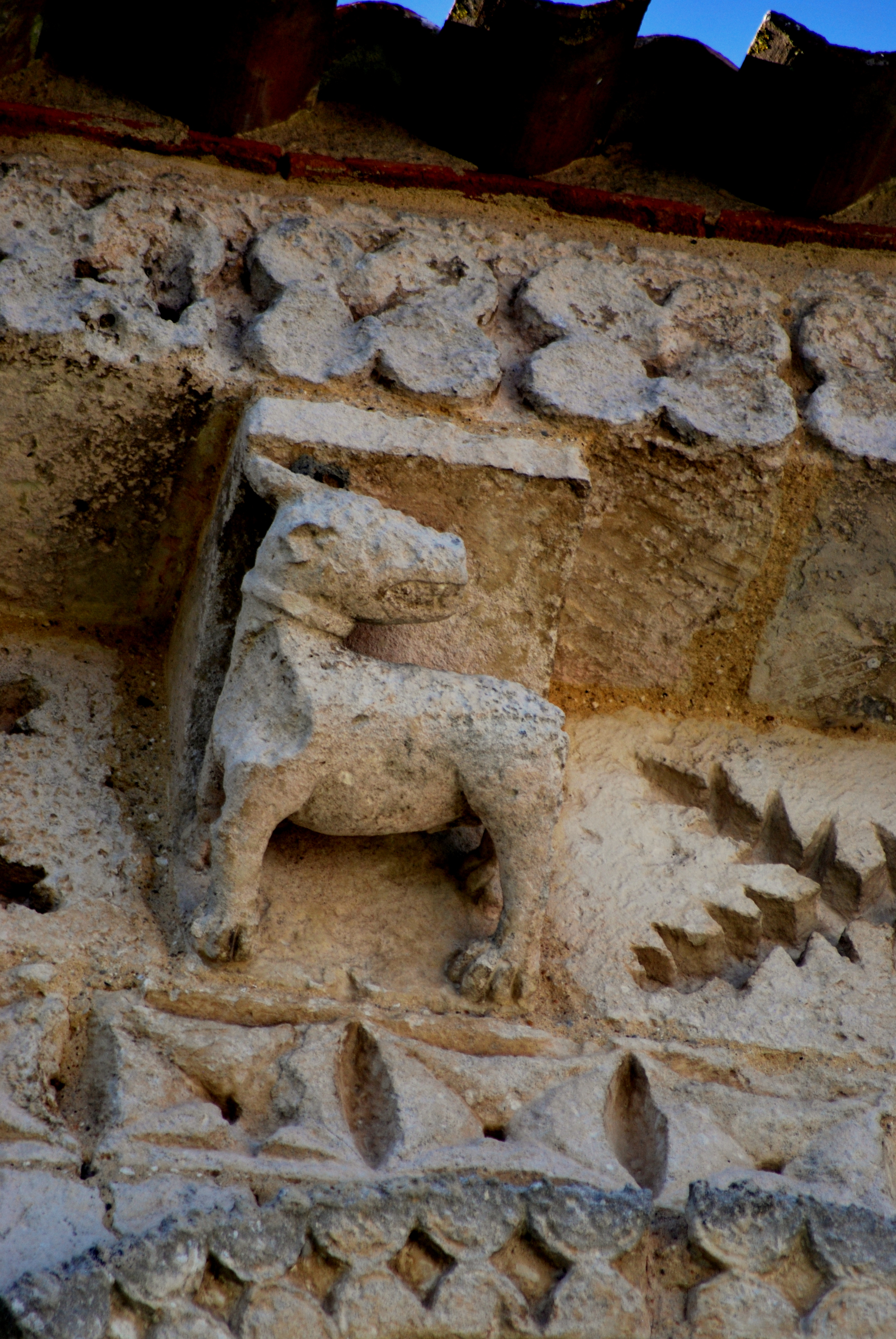
Chien de chasse.
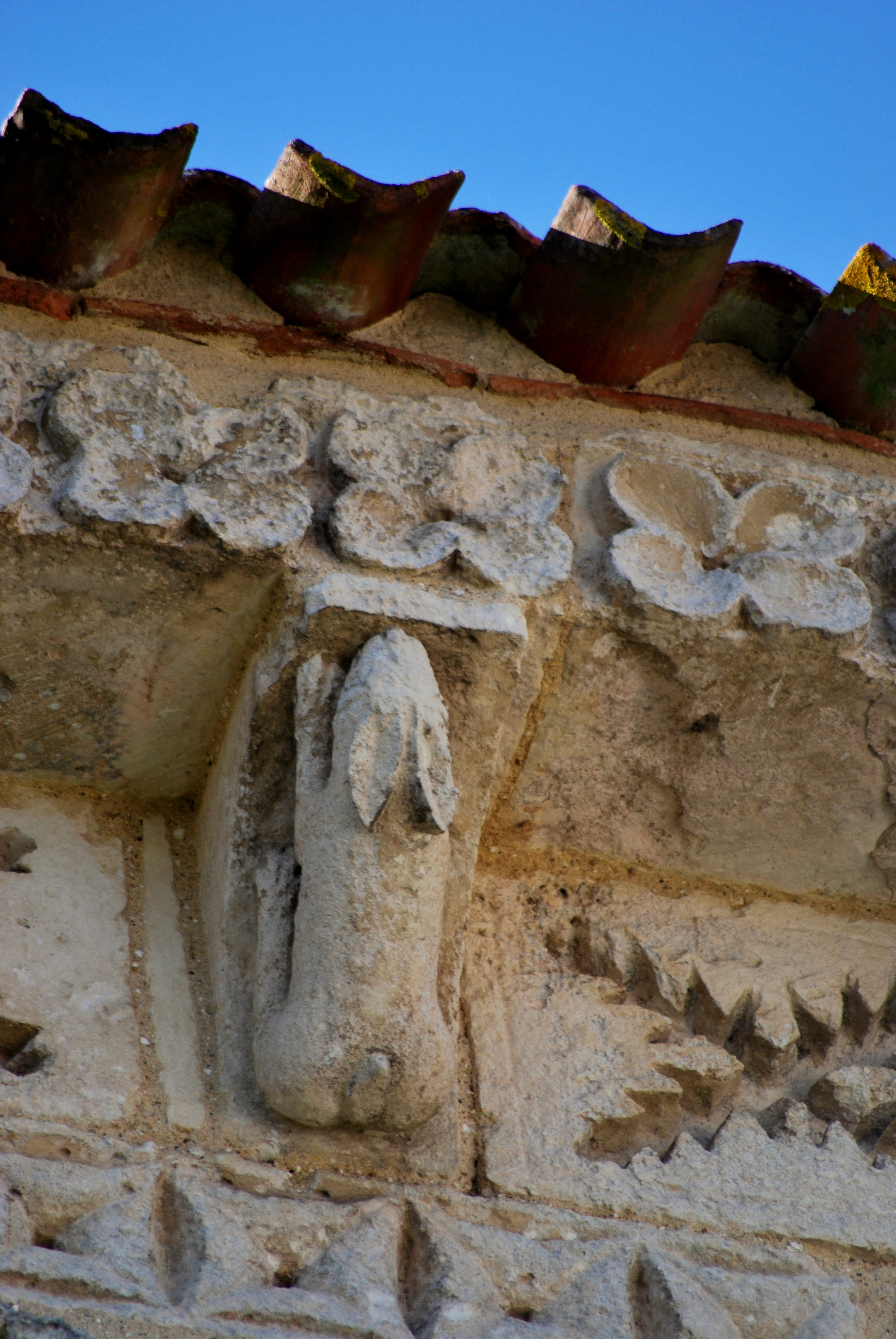
Lapin/lièvre.
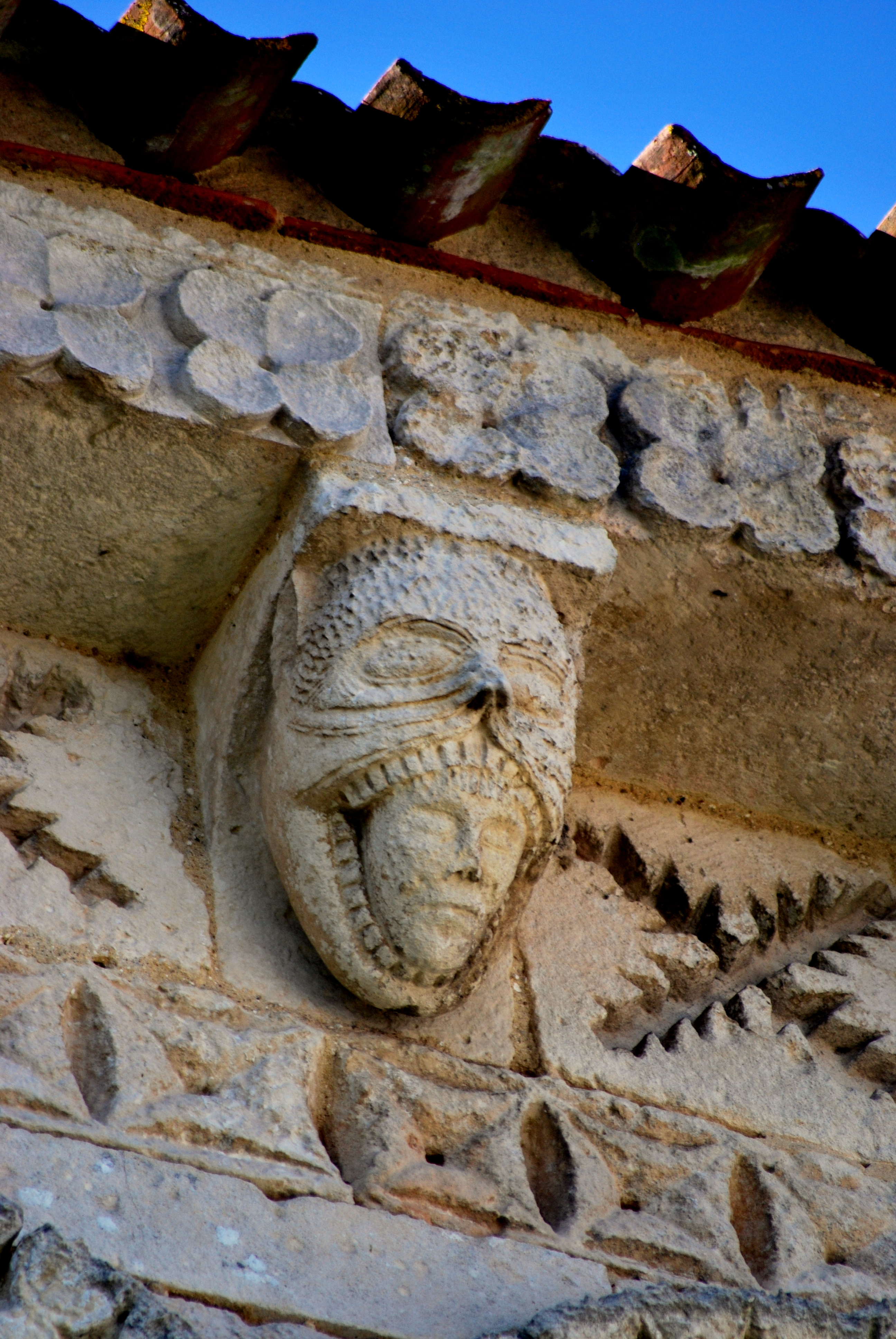
Tête d'homme dans la bouche d'un démon.
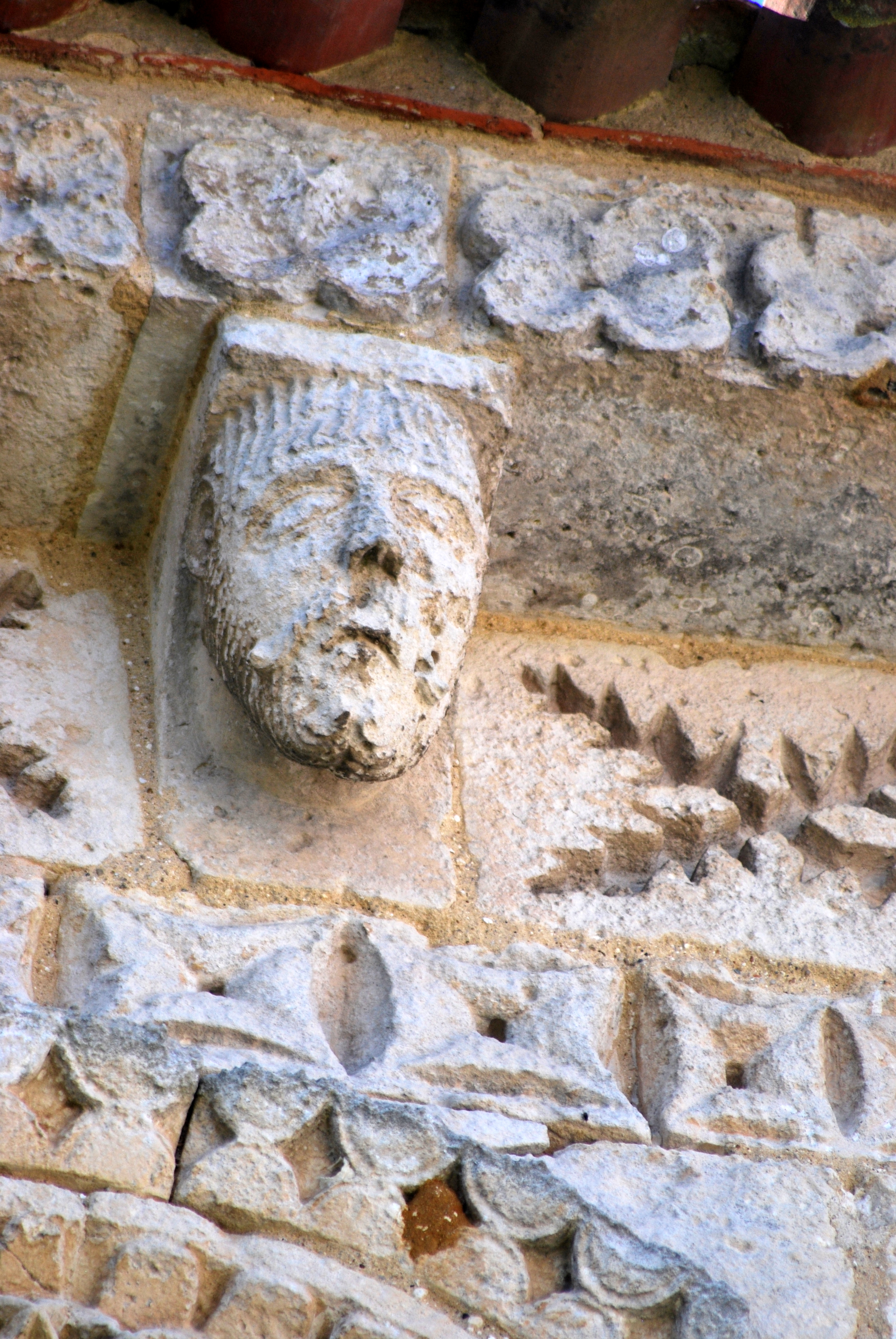
Homme moustachu.
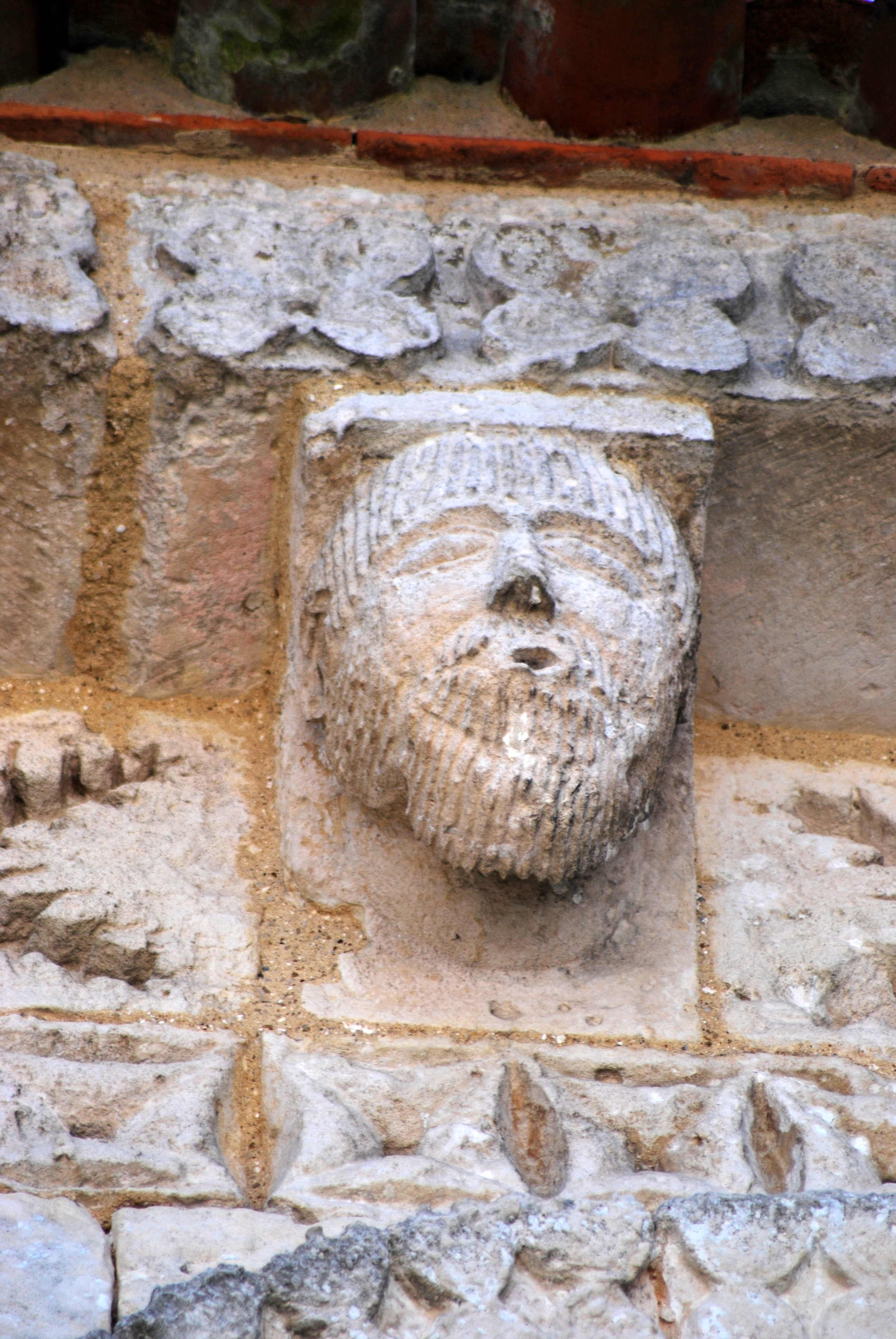
Homme paisible
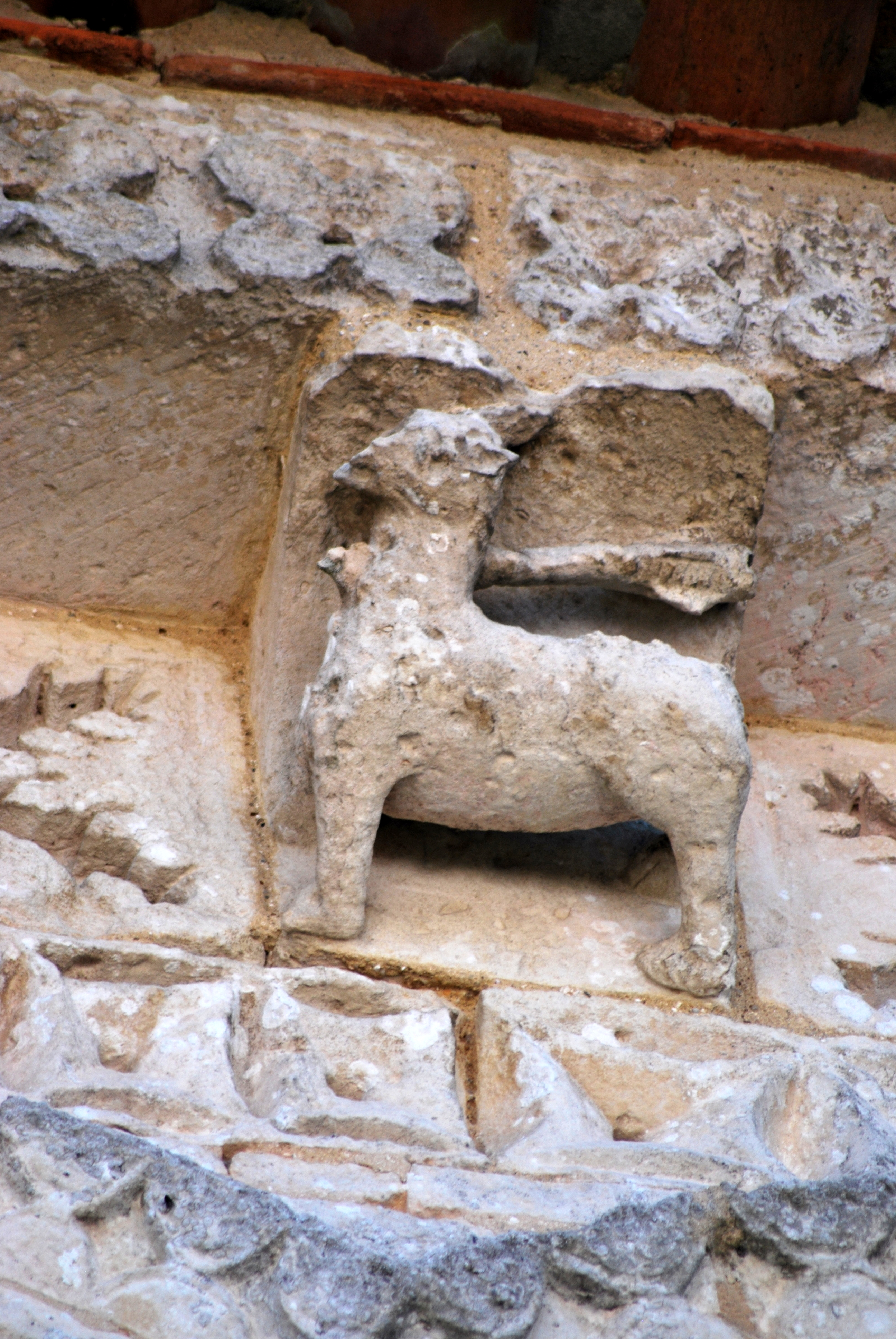
Cerf transpercé.
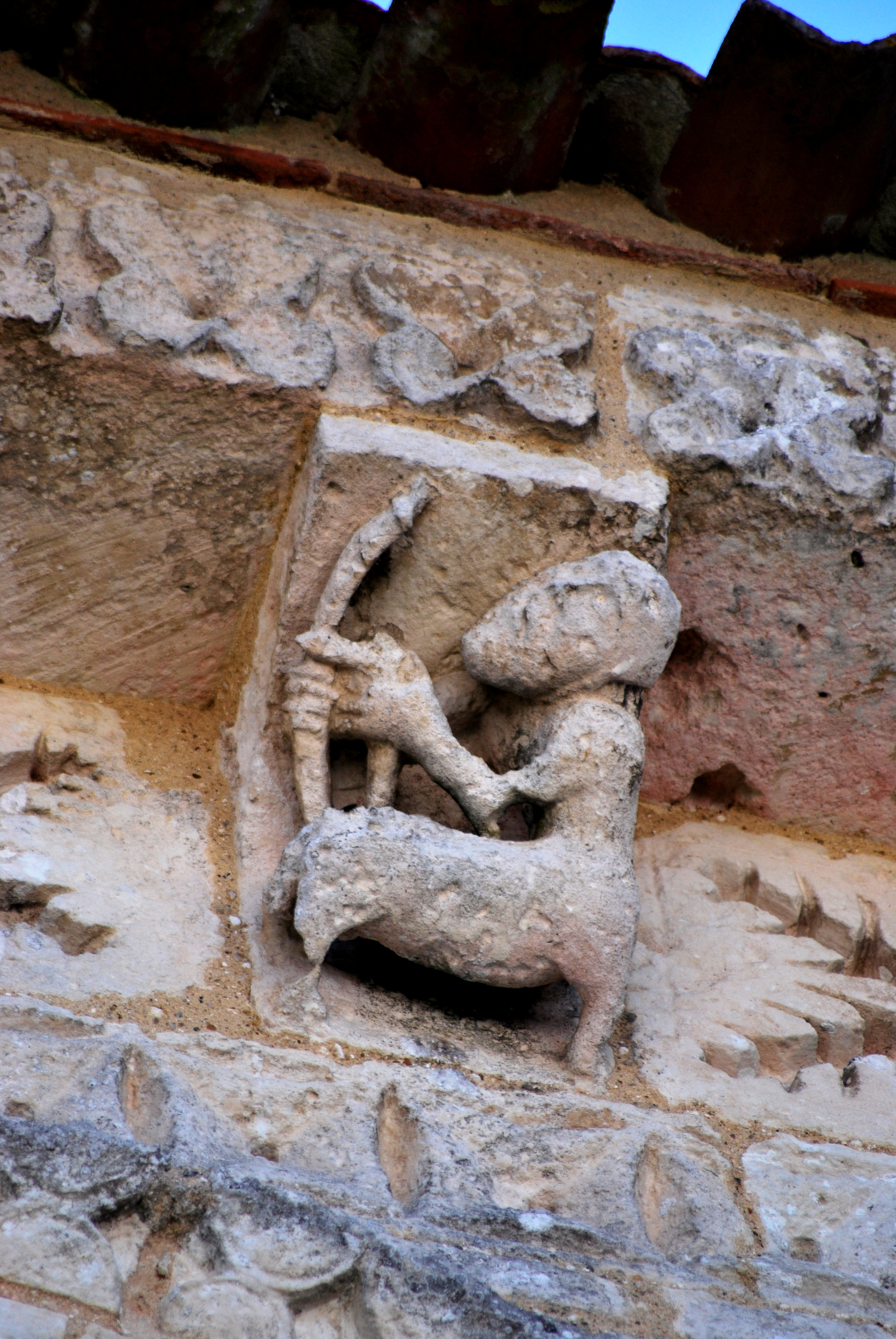
Centaure sagittaire.
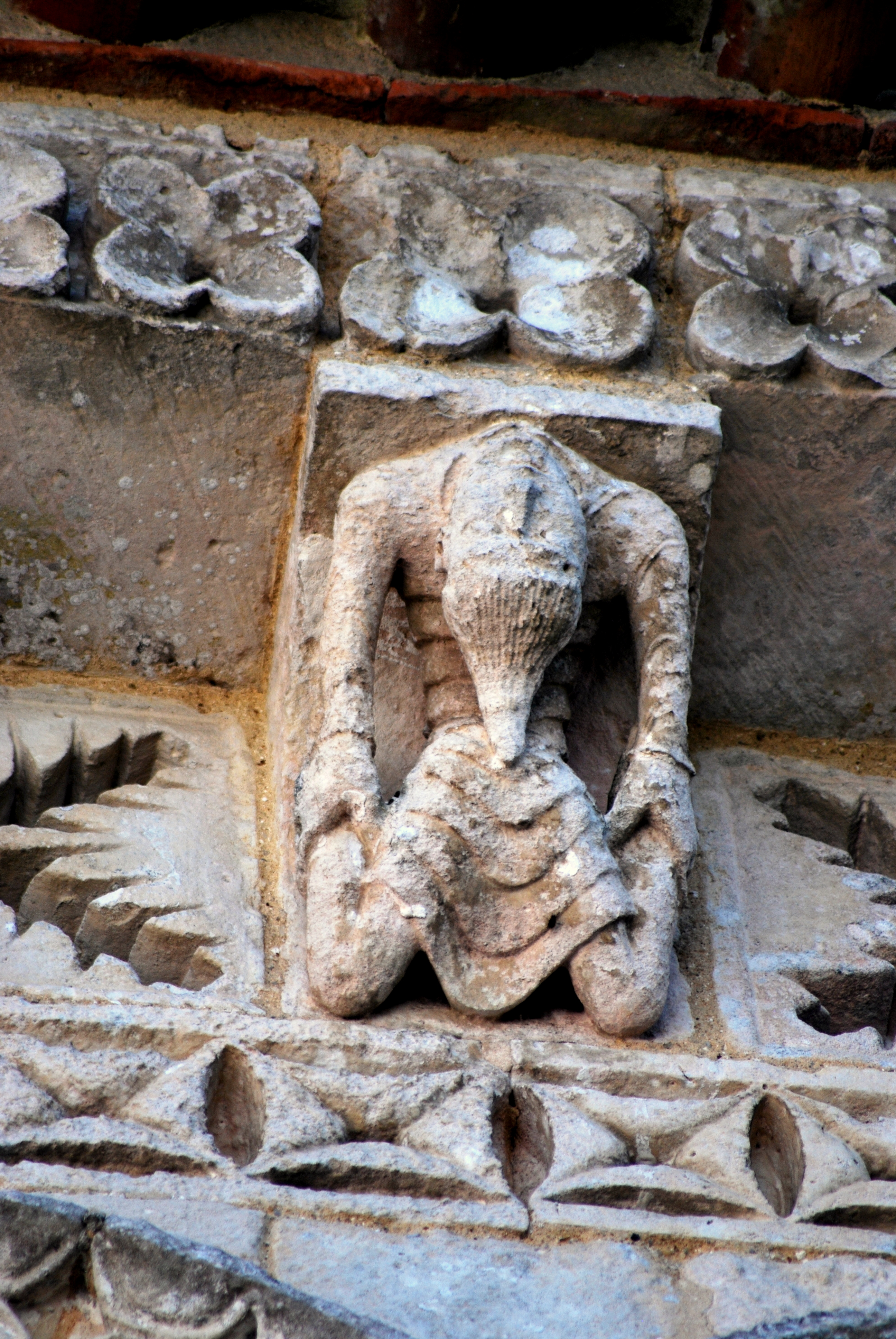
Acrobate.
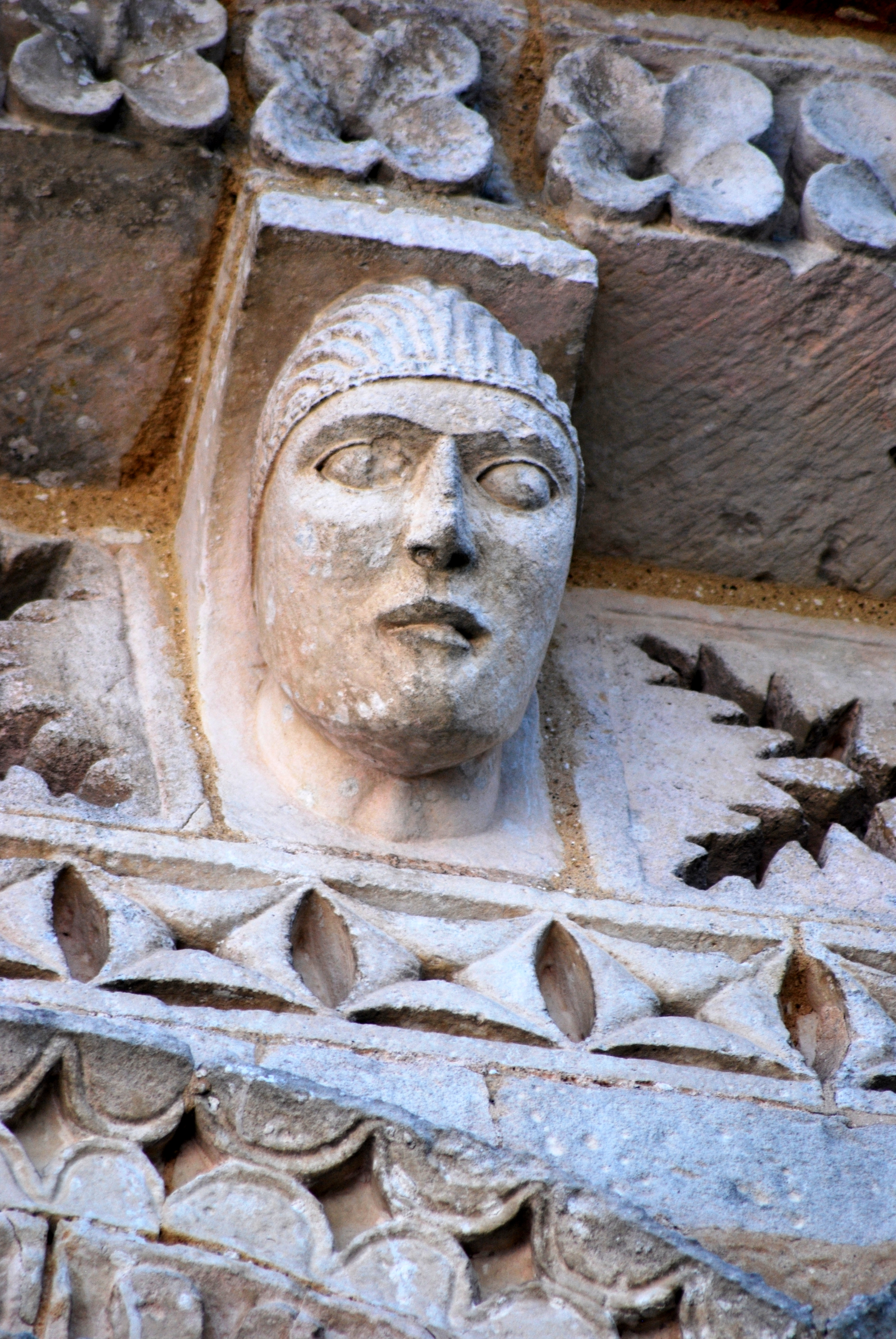
Homme « paisible ».
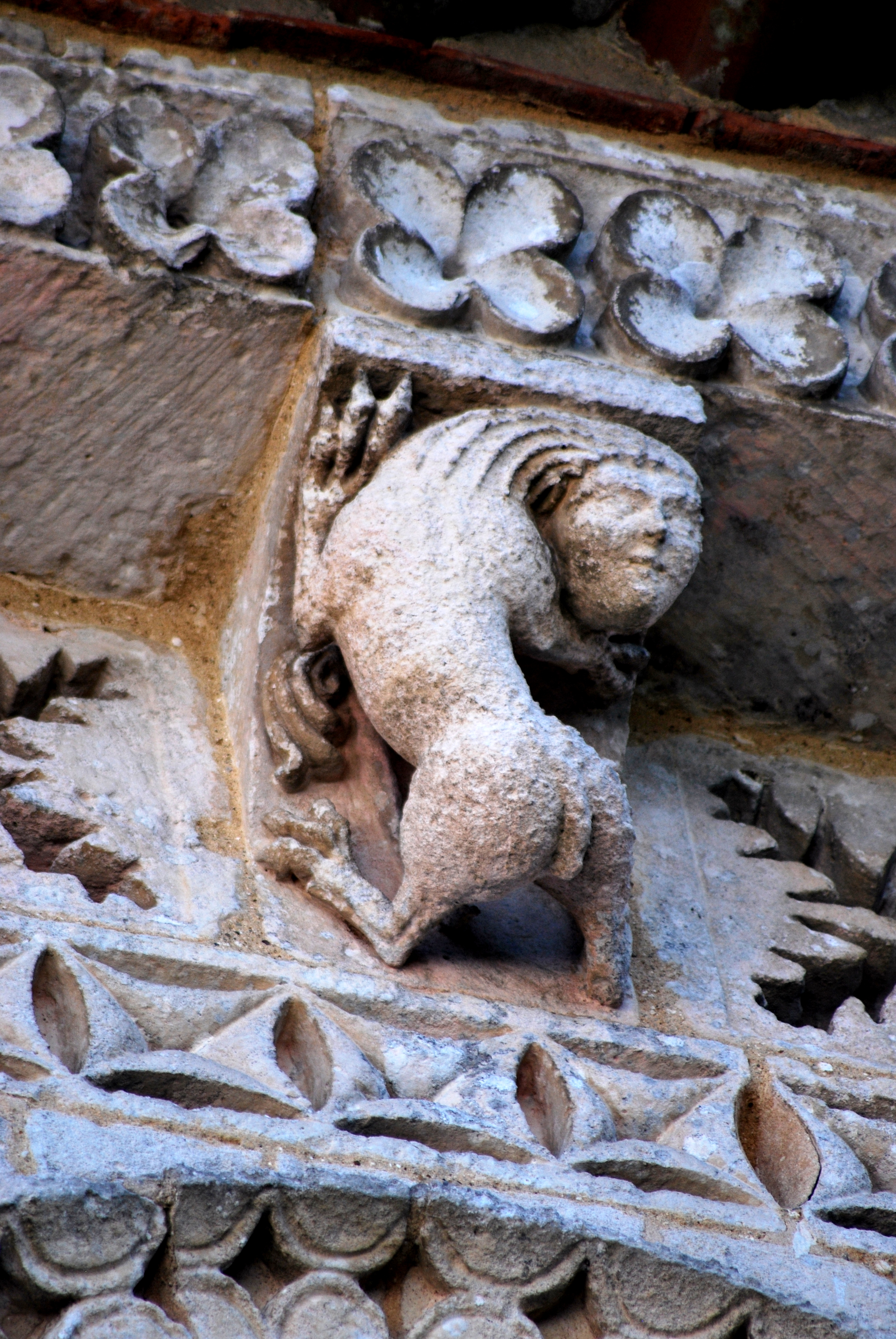
Lion à tête humaine.
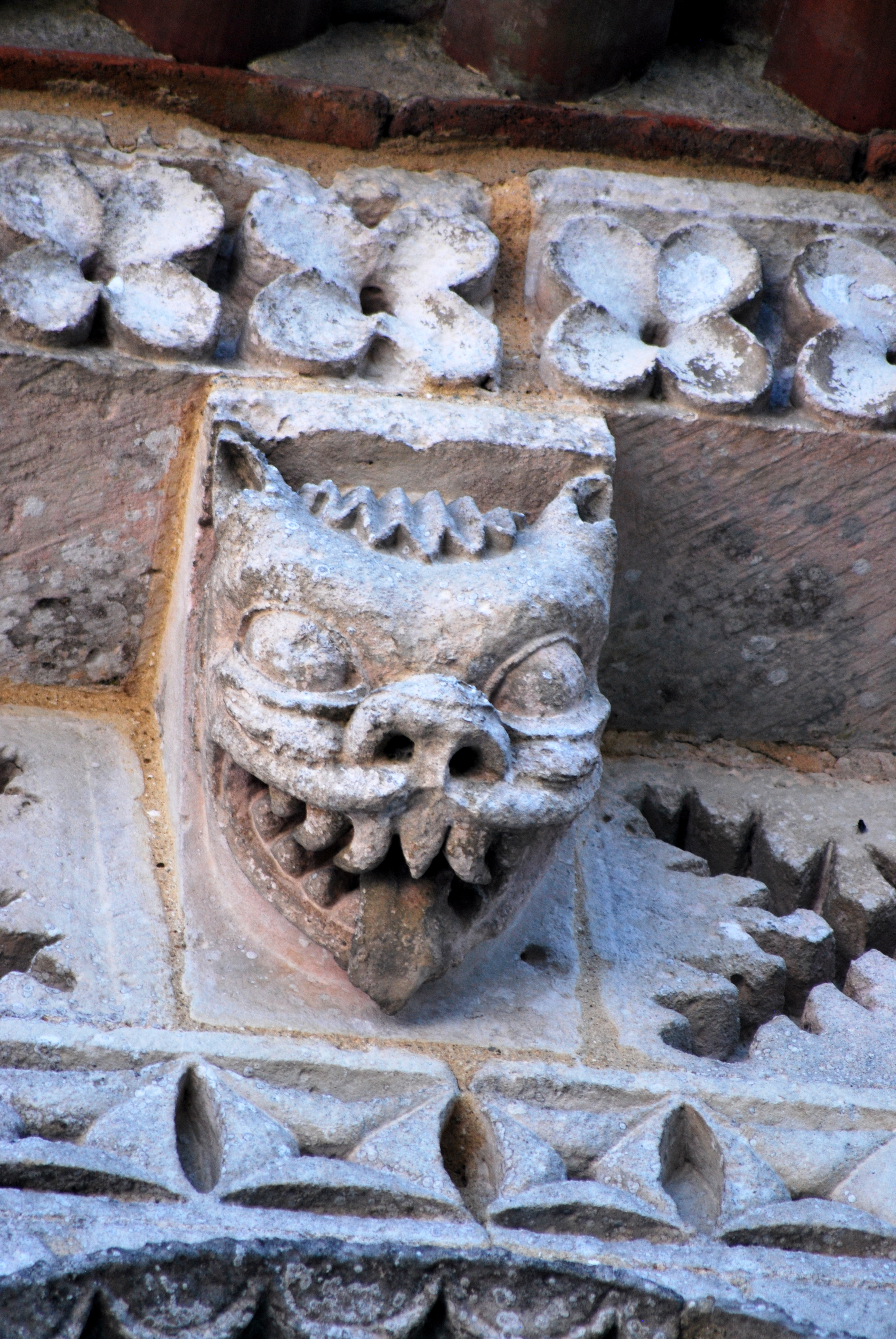
Démon.
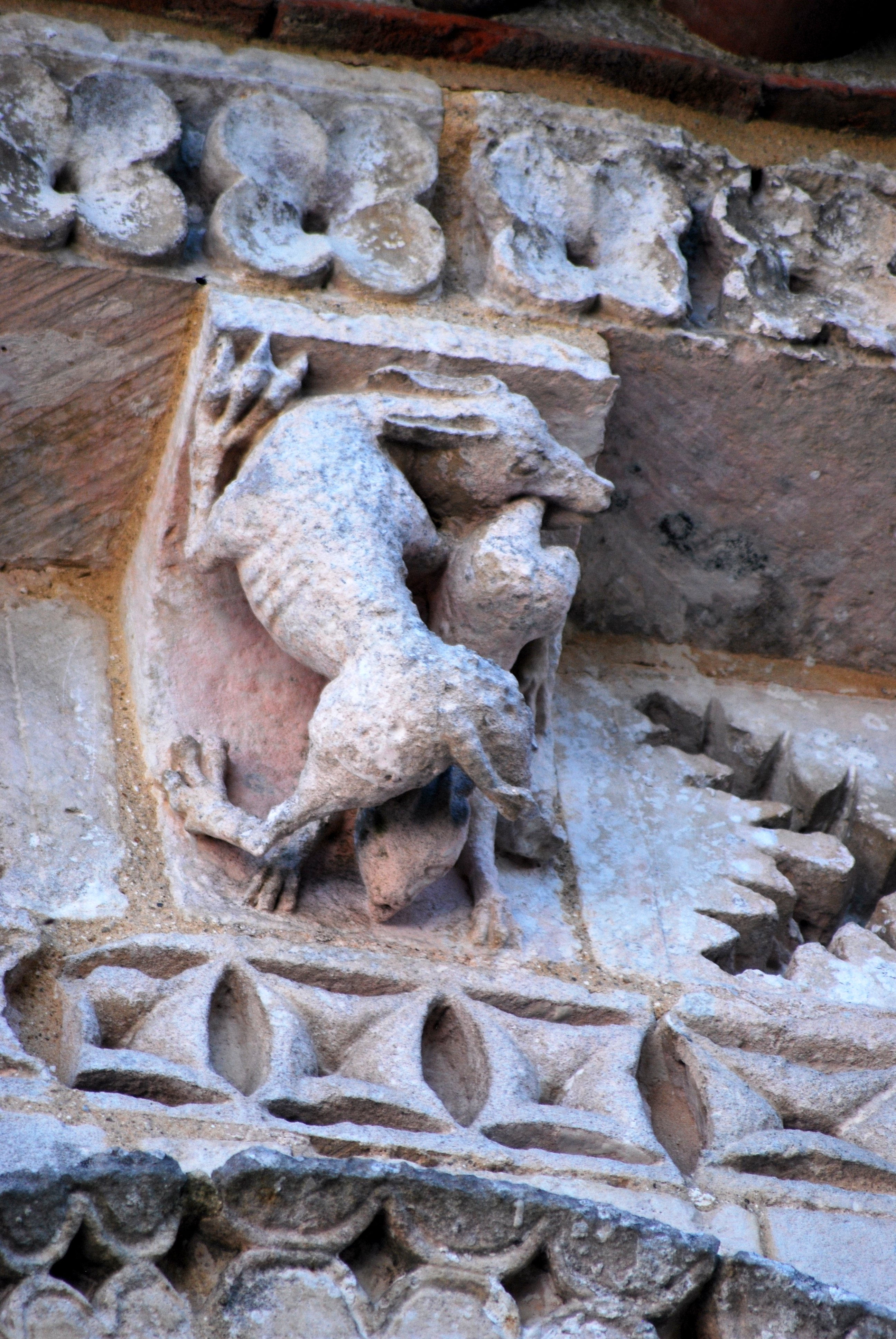
Deux animaux.
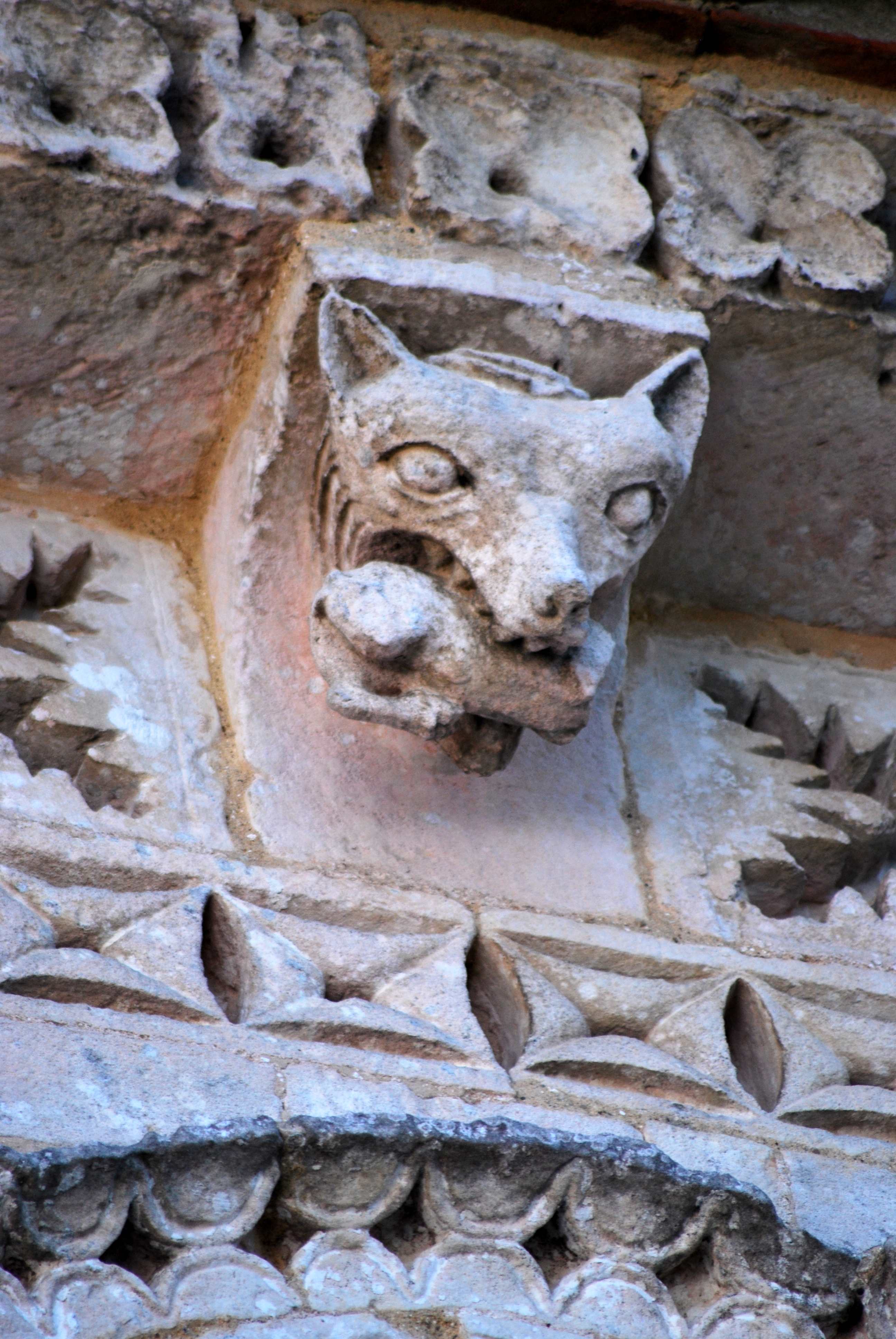
Loup avec proie.
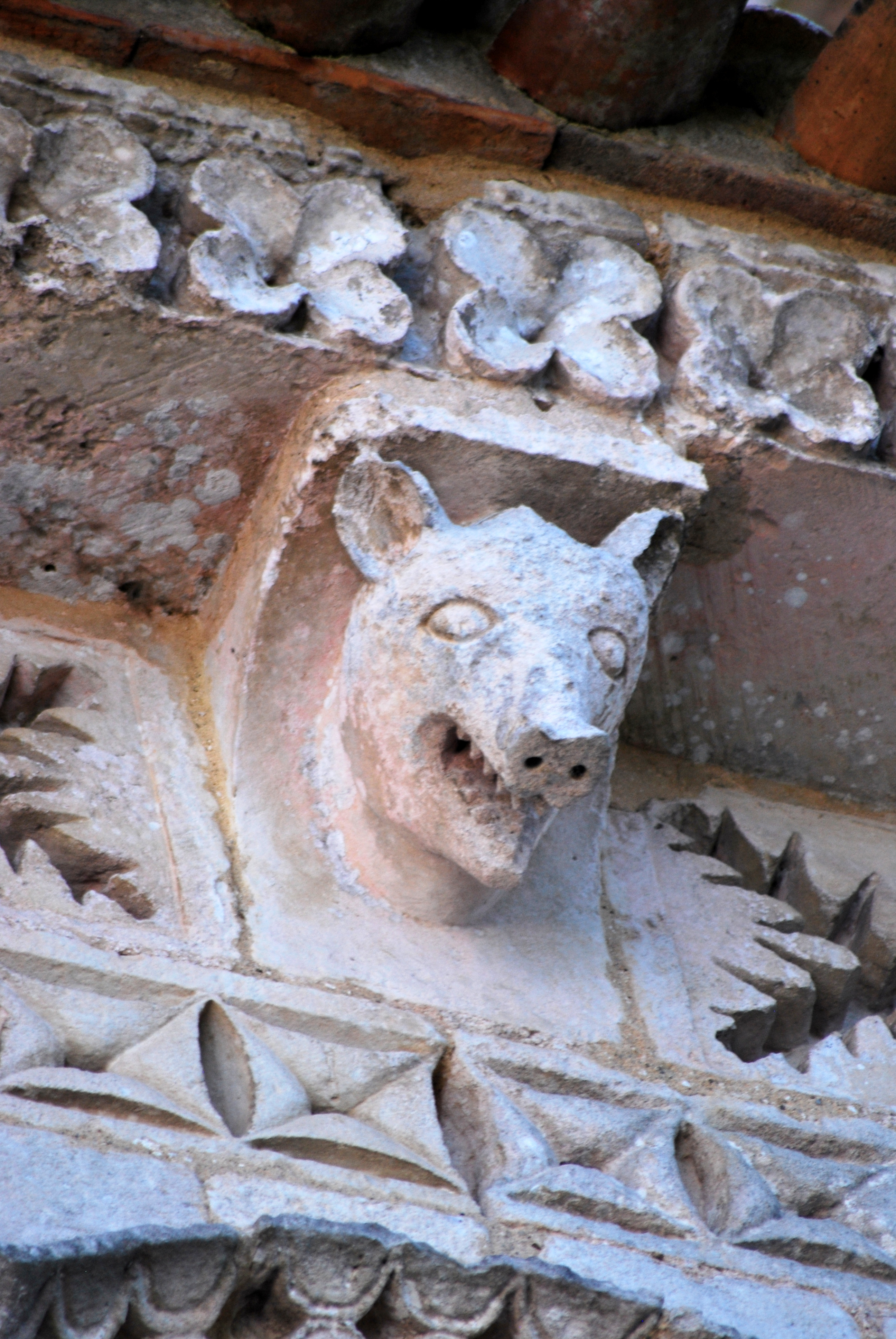
Cochon.
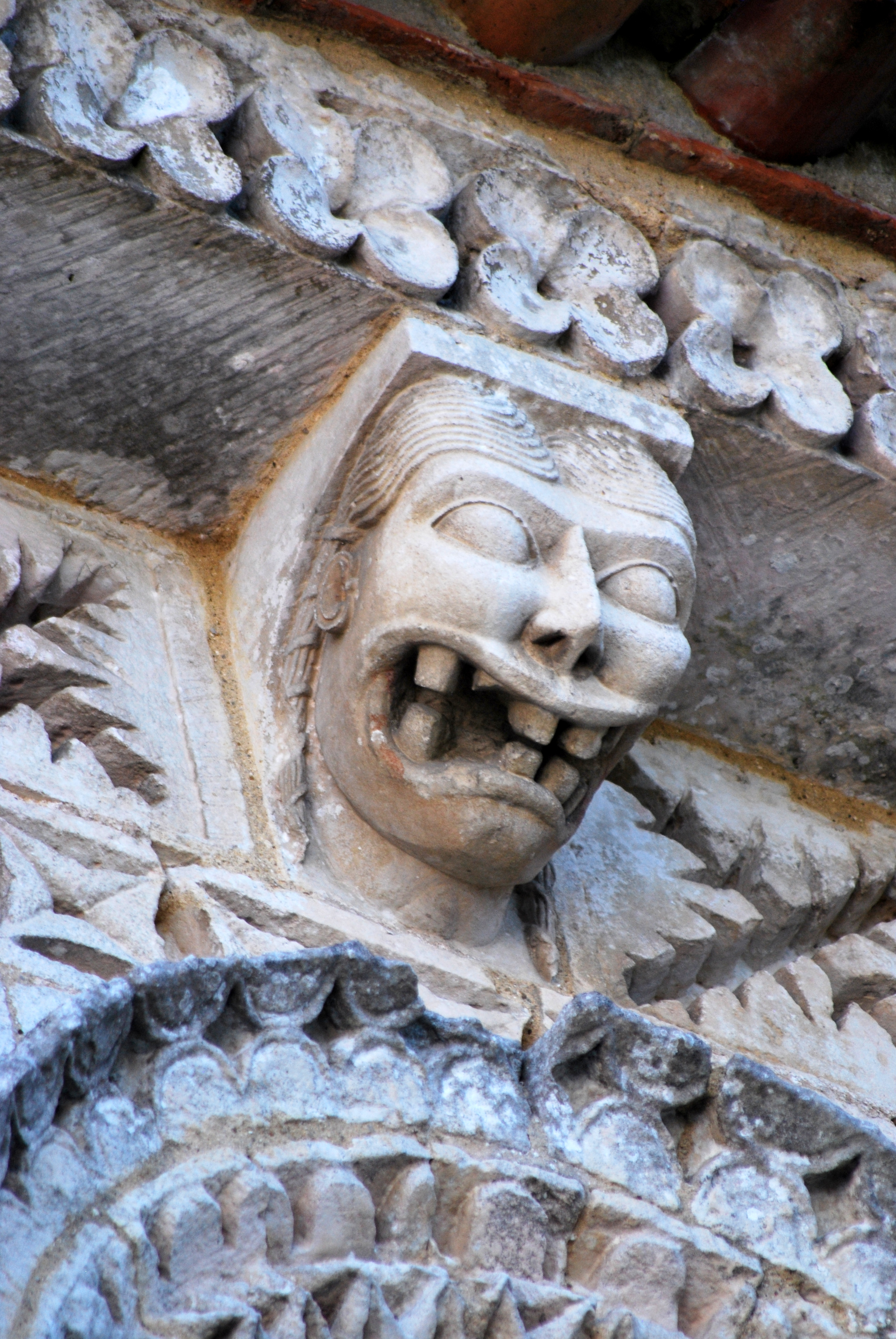
Homme édenté
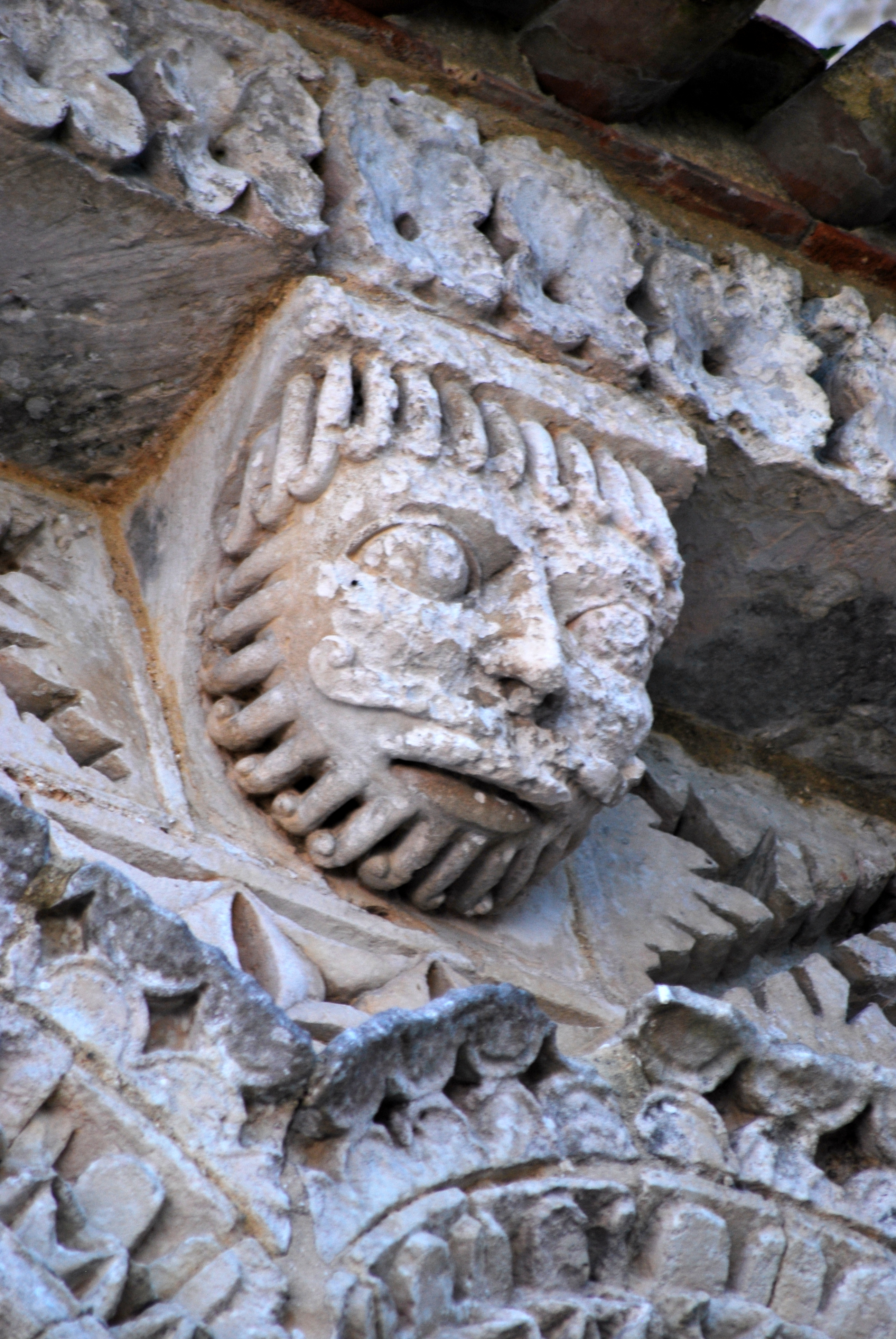
Homme barbu.
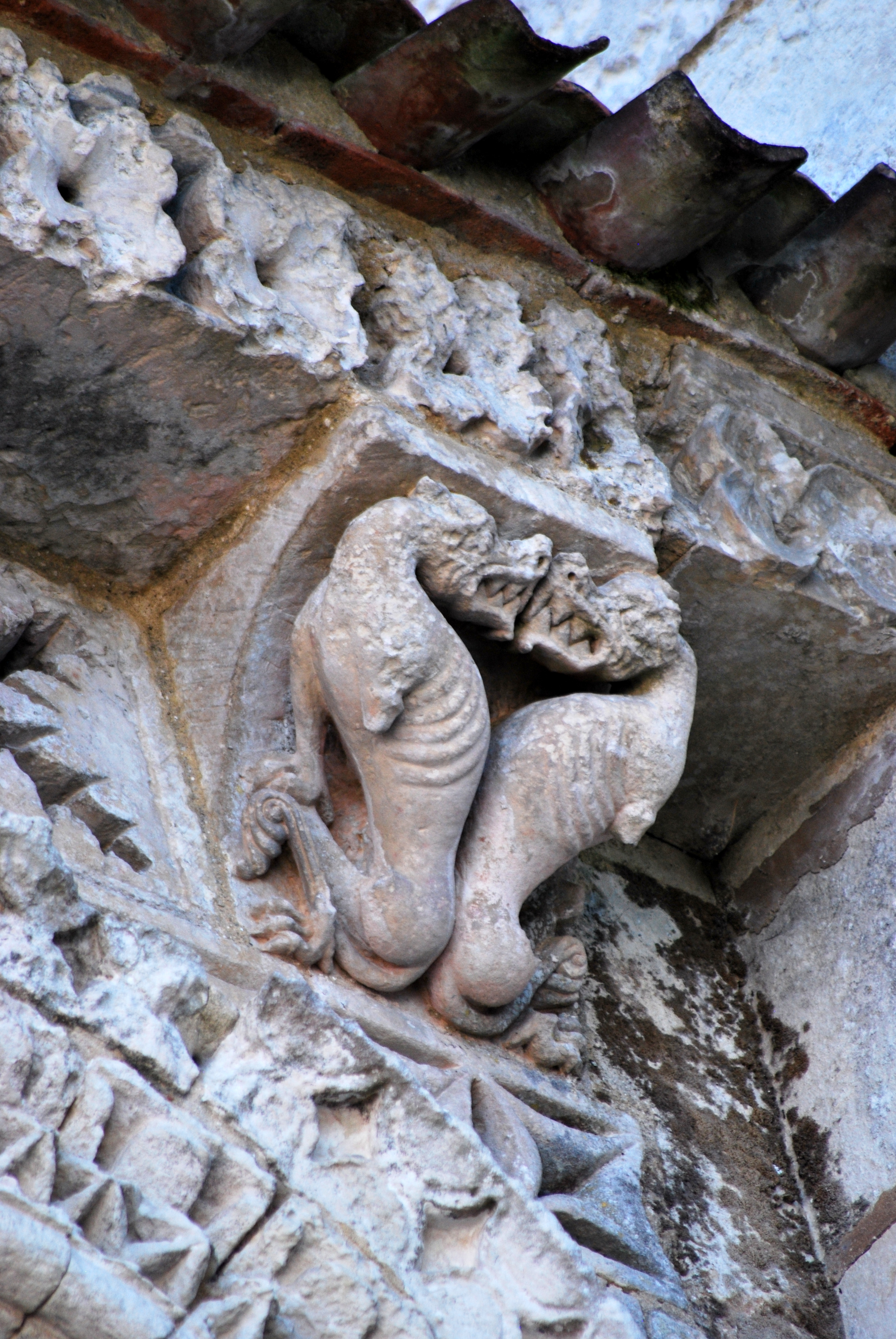
Deux lions, gueule contre gueule.